# Zarzecze (Katowice)
Zarzecze (niem. Zarzetsche, Zarzytsche) – część oraz dzielnica Katowic, położona w południowo-zachodniej części miasta, nad Mleczną. Graniczy ona z Piotrowicami-Ochojcem, Kostuchną, Podlesiem oraz z miastem Mikołów.
Początki Zarzecza, będącego dawniej jedną z osad ziemi pszczyńskiej, związane są z dawną wsią Uniczowy, która w XV wieku rozpadła się na trzy osobne jednostki. Początki zaś Zarzecza jako samodzielnej wsi sięgają XVI wieku, a jej pierwotna zabudowa ciągnęła się m.in. wzdłuż dzisiejszej ulicy gen. St. Grota-Roweckiego, będącej wraz z ulicą Uniczowską główną osią dzielnicy. Dnia 27 maja 1975 roku Zarzecze zostało włączone do Katowic stając się ich częścią, a od 1 stycznia 1992 roku jest jedną z administracyjnych dzielnic miasta.
W Zarzeczu nie rozwinął się przemysł, zaś przez długi czas było ono osadą typowo rolniczą. Od czasów transformacji ustrojowej przekształciła się ona z dzielnicy rolniczo-mieszkaniowej w mieszkaniową z udziałem usług podstawowych. Następuje tutaj zjawisko suburbanizacji związane ze stałym wzrostem liczby mieszkańców Zarzecza oraz jego rozbudową o nowe budynki mieszkaniowe, głównie jednorodzinne i szeregowe. Głównym instytucjami dzielnicy są: Filia „Zarzecze” Miejskiego Domu Kultury „Południe” w Katowicach, Ochotnicza Straż Pożarna Katowice-Zarzecze oraz rzymskokatolicka parafia Matki Bożej Wspomożenia Wiernych.
Powierzchnia Zarzecza wynosi 5,08 km² (3,08% powierzchni miasta), a pod koniec 2020 roku była ona najmniejszą ludnościowo dzielnicą miasta – zamieszkiwało ją wówczas 2 851 mieszkańców (1,05% ludności Katowic).

## Geografia

### Położenie
Dzielnica nr 20 Zarzecze jest jedną z 22 dzielnic Katowic, będącą jednostką pomocniczą gminy, znajdującą się w grupie dzielnic południowych. Powierzchnia dzielnicy wynosi 5,08 km², co stanowi 3,08% powierzchni całego miasta. Zarzecze od północy graniczy z Piotrowicami-Ochojcem, od wschodu i południa z Kostuchną i Podlesiem, zaś od zachodu z miastem Mikołów.
Granice dzielnicy przebiegają następująco:
- Od północy – od przecięcia ulicy T. Kościuszki z granicą miast Katowice i Mikołów południową krawędzią tej ulicy w kierunku północno-wschodnim; następnie granica biegnie ciekiem wodnym do wiaduktu kolejowego na ulicy Tunelowej,
- Od wschodu – biegnie na południe wzdłuż zachodniej strony torów kolejowych linii kolejowej nr 139 do przecięcia tejże linii z rzeka Mleczną,
- Od południa – biegnie na zachód wzdłuż koryta Kaskadnika do przecięcia z granicą miast Katowice i Mikołów,
- Od zachodu – granica pokrywa się z granicą miast Katowice i Mikołów; granica ta biegnie nieregularnym kształtem na północ.

Według podziału fizycznogeograficznego Jerzego Kondrackiego obszar Zarzecza położony jest w mezoregionie Wyżyna Katowicka (341.13), stanowiącym południową część makroregionu Wyżyna Śląska. Sama zaś Wyżyna Śląska jest fragmentem podprowincji Wyżyna Śląsko-Krakowska. Pod względem krain historycznym dzielnica ta znajduje się we wschodniej części Górnego Śląska, a historycznie Zarzecze graniczy na zachodzie z Mikołowem, na północy z Panewnikami, na wschodzie z Piotrowicami, Kostuchną i Podlesiem, zaś na południu z Kopaninami.

### Geologia
Tereny Zarzecza położone są w niecce górnośląskiej, a obszar ten ma budowę zrębową. Na przełomie dewonu i karbonu zostało zaburzone paleozoiczne podłoże Wyżyny Śląskiej poprzez utworzenie zapadliska, które w okresie karbonu zostało wypełnione przez zlepieńce, piaskowce i łupki ilaste zawierające pokłady węgla kamiennego. Utwory z tego okresu pod osadami czwartorzędowymi występują prawie na całym obszarem dzielnicy (prócz terenów na północ od Bagnika, gdzie występują utwory mioceńskie; są one rozdzielone uskokiem). Powierzchniowo zaś występują one wzdłuż wyżej położonych terenów Garbu Mikołowskiego ciągnącego się na granicy Zarzecza i Mikołowa. Są to wychodnie warstw orzeskich (westfal B). Jest to potężna seria zbudowana przeważnie z łupków z wkładkami piaskowców, syderytów i przeszło 50 pokładami węgla kamiennego. 
W okresie trzeciorzędu utworzyły się główne rysy rzeźby terenu Zarzecza. Wówczas to dochodziło intensywnych procesów wietrzenia chemicznego i denudacji
W czwartorzędzie obszar dzielnicy został prawdopodobnie pokryty przez lądolód skandynawski dwukrotnie: podczas najstarszego zlodowacenia Sanu (krakowskiego) oraz w okresie zlodowacenia Odry (środkowopolskiego). Osady po pierwszym zlodowaceniu zostały w większości usunięte w okresie interglacjału, zaś lądolód zlodowacenia Odry, który wkroczył na tereny Katowic od zachodu wzdłuż obniżenia Kłodnicy, pozostawił po sobie gliny zwałowe występujące wzdłuż obniżeń dolinnych. Wody z topniejącego lodowca kierowały się obniżeniami dolinnymi na południowy wschód z doliny Kłodnicy do doliny Mlecznej i dalej do Wisły. Powierzchniowo plejstoceńskie piaski i żwiry fluwioglacjalne budują znaczną część Zarzecza i występują powyżej doliny Mlecznej. Poza tym znajdują się tutaj też obszary zbudowane z glin zwałowych oraz piasków i żwirów glacjalnych z głazami na glinie zwałowej.
W trwającym współcześnie holocenie następują zjawiska niszczenia i wyprzątania pokryw osadów plejstoceńskich. Osady rzeczne występują w dolinach rzek, m.in. w dolinach Mlecznej, Bagnika, Cetnika i Kaskadnika.

### Gleby
Zarzecze zbudowane jest głównie na glebach bielicowych i rdzawych wytworzone z piasków słabogliniastych, a także na glebach płowych wytworzonych z glin zwałowych oraz piasków naglinowych i naiłowych.
Gleby w wielu przypadkach straciły swoją wartość użytkową w wyniku ich mechanicznego przekształcenia. Występują tutaj procesy niwelacji terenu, zwłaszcza w dolinach rzecznych pod przyszłe inwestycje, w wyniku których niszczone są profile glebowe oraz warstwa próchniczna gleby.
Gleby pól ornych w rejonie dzielnicy należą do średnio urodzajnych, a uprawa tutejszych ziem wymaga ich nawożenia. Dominują tu grunty IV klasy bonitacyjnej, z przewagą RIVb. Znikomy jest zaś udział gruntów klasy III.

### Rzeźba terenu
Zarzecze położona jest na Wyżynie Śląskiej, na Płaskowyżu Bytomsko-Katowickim (wschodnia część dzielnicy) oraz Zrębie Mikołowskim (zachodnia część dzielnicy), będącym częścią mezoregionu Wyżyna Katowicka (341.13).
Na współczesną rzeźbę terenu Zarzecza główny wpływ miało zlodowacenie południowopolskie (Sanu) oraz maksymalny stadiał zlodowacenia środkowopolskiego (Odry), zaś w ostatnim okresie zasadniczy wpływ wywarła także morfogenetyczna działalność człowieka związana z osadnictwem oraz górnictwem. Doprowadziło to do przekształcenia naturalnego podłoża oraz do tworzenia nowych form degradacji rzeźby.
Pod względem jednostek morfologicznych Zarzecze jest położone w dwóch jednostkach ciągnących się w rejonie dzielnicy południkowo: na Garbie Mikołowskim (zachodnia część dzielnicy) i Obniżeniu Górnej Mlecznej. Rzeźbę terenów Zarzecza stanowią dwa garby łagodnie opadające ku dolinie Mlecznej, rozdzielone obniżeniami, w których płyną potoki: Bagnik, Cetnik i Kaskadnik. Od południa dolina Kaskadnika przechodzi i garb położony na terenie Kopanin. Dolina Bagnika zaś łączy się z rozległym płaskowyżem ciągnącym się w kierunku Panewnik. 
Na Garbie Mikołowskim, który ciągnie się wzdłuż granicy Katowic i Mikołowa, znajduje się najwyższy punkt Zarzecza. Położony jest on w zachodnim skraju dzielnicy na wysokości ulicy P. Stellera i ma wysokość ponad 300 m n.p.m. Teren Zarzecza opada w kierunku wschodnim do ciągnącego się południkowo w rejonie dzielnicy Obniżenia Górnej Mlecznej. W dolinie tej rzeki przy granicy z Podlesiem znajduje się najniżej położony punkt dzielnicy o wysokości poniżej 260 m n.p.m. Zarzecze w centralnej części dzielnicy w rejonie skrzyżowania ulic Kanałowej i Kamieńskiej położone jest na wysokości 264,8 m n.p.m. Różnica wysokości pomiędzy skrajnymi punktami dzielnicy wynosi około 40 metrów. 

### Wody
Tereny Zarzecza położone są w całości dorzeczu Wisły, w zlewni Mlecznej. Rzeka ta przez dzielnicę przepływa od strony Piotrowic-Ochojca, skąd biegnie na południe równolegle do granicy dzielnicy i przy połączeniu z Kaskadnikiem wpływa do Podlesia. Do Mlecznej lewostronnie wpływają: Rów Graniczny i Rów Podleski, zaś prawostronnie Bagnik, Cetnik i Kaskadnik wraz z dopływem. Te dopływy Mlecznej przez teren dzielnicy płyną równoleżnikowo, a Kaskadnik płynący w rejonie Kopanin stanowi także granicę Zarzecza z Podlesiem. Mleczna ma uregulowane i ograniczone wałami koryto.
W Zarzeczu jedynym większym zbiornikiem wodnym jest ten położony bezpośrednio na południe od ulicy gen. St. Grota-Roweckiego 19, na wysokości remizy OSP Katowice-Zarzecze.

### Klimat i topoklimat
Warunki klimatyczne Zarzecza są zbliżone do klimatu dla całych Katowic. Jest on modyfikowany zarówno przez czynniki klimatotwórcze, jak i lokalne. Na klimat dzielnicy w większym znaczeniu mają wpływy oceaniczne aniżeli wpływy kontynentalne, zaś sporadycznie klimat modyfikowany jest przez docierające tu od południowego zachodu przez Bramę Morawską masy powietrza zwrotnikowego.
Średnia roczna temperatura w wieloleciu 1961–2005 dla stacji w nieodległym Muchowcu wynosiła 8,1 °C. Najcieplejszym miesiącem w badanym okresie był lipiec (17,8 °C), a najchłodniejszym styczeń (–2,2 °C). Średnie roczne usłonecznienie w latach 1966–2005 wynosiło 1474 godziny, zaś średnie zachmurzenie w tym samym okresie wynosiło 5,3. Średnia roczna suma opadów w skali roku w okresie lat 1951–2005 wynosiła 713,8 mm. Średni czas zalegania pokrywy śnieżnej wynosi 60–70 dni, a okres wegetacyjny trwa średnio 200–220 dni. W ciągu roku przeważają wiatry zachodnie i południowo-zachodnie (odpowiednio 20,7% i 20,4% wszystkich wiatrów), a najrzadziej wieje z północy (5,7%). Średnia prędkość wiatru wynosił 2,4 m/s.
Klimat Zarzecza jest modyfikowany przez czynniki lokalne (topoklimat), zależny od pokrycia terenu, a także od położenia względem dolin rzecznych. Częściowo w dnach doliny Mlecznej i jej dopływów panuje niekorzystny topoklimat zabudowanych den dolinnych. W czasie pogodnych nocy tworzą się zastoiska zimnego powietrza. Możliwe są także lokalne przymrozki typu radiacyjno-adwekcyjnego. Na wyżej położonych terenach dzielnicy panują warunki średnio korzystne, zaś na terenach płaskich poza dnami dolin, bez zwartej szaty roślinnej ma korzystne warunki. Tam dopływ ciepła z warstw głębszych przeciwdziała dużym spadkom temperatury w przyziemnej warstwie powietrza w czasie pogodnych nocy. Warunki takie panują głównie na terenach niezabudowanych w zachodniej części Zarzecza i Kopaninach Lewych. 

### Przyroda i ochrona środowiska

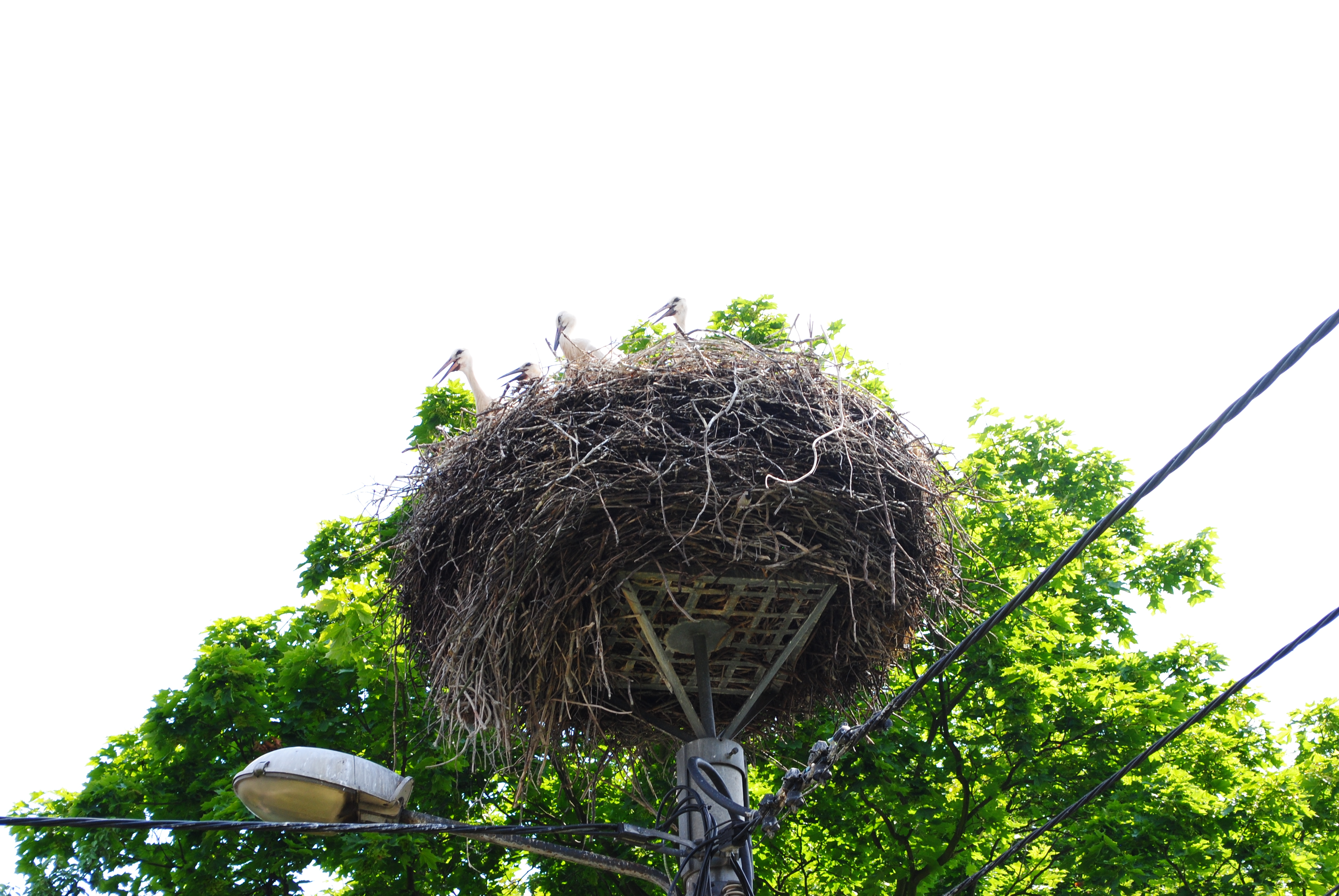
Gniazdo bociana białego przy ulicy gen. St. Grota-Roweckiego

Naturalna szata roślinna na terenie Zarzecza kształtowana była od czasu ostatnich zlodowaceń 12–16 tys. lat temu, a w przeciągu 200 ostatnich lat została poddana silnej antropopresji. Pierwotnie tereny dzielnicy porastały w dolinach rzek łęgi i olsy, powyżej zaś głównie bory i buczyny. Obszar Zarzecza ma charakter otwarty i występują tutaj obszary umiejscowione w krajobrazie rolniczo-leśnym, a z biegiem czasu zaznaczyła się tutaj coraz silniejsza presja w kierunku zabudowy wolnych terenów. 
W południowych dzielnicach Katowic (Piotrowice-Ochojec, Kostuchna, Podlesie i Zarzecze) dominują przekształcone lasy mieszane, w których według danych z 2005 roku 41% składu gatunkowego drzew stanowią sosny. Kolejne dominujące drzewa to dęby (27%) i brzozy (22%). W obniżeniach terenu leśnego, w siedliskach wilgotnych dominuje olsza czarna, tworząc płaty lasu łęgowego. W runie charakterystyczną rośliną w tutejszych lasach jest czosnek niedźwiedzi, a ponadto występują tutaj stanowiska ciemiężycy zielonej, wawrzynka wilczełyka, kruszczyka szerokolistnego, kopytnika pospolitego, kruszyny pospolitej i kaliny koralowej. Obecne są tu też: skrzyp leśny, paprocie i trzmielina pospolita. Występują tutaj także dwa gatunki grzybów objetych ochroną do początku XXI wieku: wachlarzowiec olbrzymi i sromotnik bezwstydny.
Spośród fauny, w siedliskach wilgotnych występuje kilka gatunków płazów bezogonowych, mające w tej części Katowic dobrze warunki do życia i rozwoju. Miejsca te są siedliskami życia żab jeziorkowych, żab wodnych, żab trawnych czy ropuch szarych. W lasach gniazdują ptaki śpiewające, w tym m.in.: modliszki zwyczajne, bogatki, piecuszki i łozówki. Żyją tutaj także inne ptaki, jak: kowaliki, strzyżyki, rudziki, drozdy śpiewaki czy kosy. Tę część Katowic zamieszkują także ssaki – przede wszystkim gryzonie, ale też i gatunki większych ssaków (w tym jelenie czy dziki). Występują tutaj m.in.: jeże wschodnie, ryjówki aksamitne, zające szaraki, wiewiórki i łasice.
Na słupie energetycznym znajdującym się przy ulicy gen. St. Grota-Roweckiego 7 znajduje się gniazdo bociana białego, a legowiska tych ptaków na terenie całych Katowic są rzadkością.
Dolina Mlecznej jest najważniejszym na terenie całych Katowic korytarzem ekologicznym, łączącym poszczególne kompleksy leśne. Wzdłuż Mlecznej i jej dopływów występują zarośla olchowo-wierzbowe oraz płaty łąk wilgotnych i świeżych. W Zarzeczu brak jest parków oraz innych większych terenów zieleni urządzonej.

## Nazwa
Nazwa dzielnicy Zarzecze oznacza miejscowość położoną za rzeką, O nazwie dzielnicy Zarzecze świadczy także to, że był to obszar występowania licznych wód i gruntów podmokłych.
Zarzecze pierwotnie była wymieniana w źródłach pisanych m.in. jako m.in.: Zarzetzy-Uniczowy, Zarzycze i Zarzycie. W dokumencie sprzedaży dóbr pszczyńskich wystawionym przez Kazimierza II cieszyńskiego w języku czeskim we Frysztacie w dniu 21 lutego 1517 roku wieś została wymieniona jako Zarzeczie.
Niemieckie nazwy Zarzecza to Zarzetsche i Zarzytsche. 

## Historia

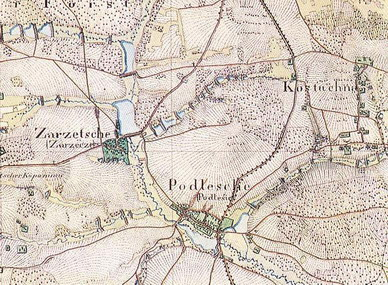
Mapa z 1825 roku przedstawiająca rejony południowych katowickich dzielnic, w tym Zarzecza

Pierwotnie Zarzecze wraz z Podlesiem i Piotrowicami tworzyły jedną wieś – Uniczowy, które rozpadły się w XV wieku. Zarzecze było zaś najmniejszą wsią, która wyodrębniła się z Uniczowów. Początki zaś Zarzecza jako samodzielnej wsi sięgają XVI wieku. Po raz pierwszy jest ono wzmiankowane w urbarzu z 1536 roku i w tym dokumencie występuje ono jako Zarzetzy-Uniczowy, w 1547 roku jako Zarzecie, a w 1586 roku jako Zarzecze. Według urbarza z 1536 roku w Zarzeczu znajdowały się cztery gospodarstwa siodłacze oraz dwa gospodarstwa wolnych sołtysów. W 1580 roku jeden z siodłaków – Wawrzyn Wielek, stał się wolnym sołtysem. Stan ten utrzymywał się do czasu uwłaszczenia chłopów w XIX wieku. 
Pierwotnie zabudowa wsi ciągnęła się wzdłuż drogi łącząca Podlesie z Mikołowem i Zarzecze ze Śmiłowicami. 
W okresie wojny trzydziestoletniej nastąpił upadek gospodarczy terenów księstwa pszczyńskiego. Wielu mężczyzn zginęło w trakcie przemarszu wojsk, a ich synowie byli stamtąd uprowadzani. Wzrosła też liczba drobnych gospodarstw – zagrodniczych i chałupniczych. Po zniszczeniach z okresu wojny trzydziestoletniej od połowy XVII wieku nastąpił wzrost demograficzny i zwiększała się liczba gospodarstw. W samym zaś Zarzeczu przybywało zaś chałupników – w 1629 roku było ich 7, w 1780 roku 17, a w 1818 roku 37. Na początku XVII wieku w Zarzeczu mieszkał pastor protestancki Jakub Matyński z Mikołowa, który posiadał młyn i kilka stawów. O fakcie tym świadczy wizytacja w 1665 roku, w którym wspomniano o tym, że w Zarzeczu znajdował się młyn należący do plebana w Mikołowie. 
W Zarzeczu w 1780 roku mieszkało łącznie 78 osób, w tym 3 wolnych sołtysów, 4 siodłaków i 17 chałupników. W tym czasie we wsi rozwijała się hodowla ryb, bartnictwo oraz uprawa zbóż i niedawno wprowadzonych ziemniaków. W 1774 roku na granicy Zarzecza i Mikołowa powstała kopalnia węgla kamiennego „Friedrichshoffnung”, co sprzyjało wzrostowi liczby ludności Zarzecza – w 1861 roku wieś liczyła 763 osoby, lecz późniejsze nieurodzaje i epidemie doprowadziły do spadku liczby osób pod koniec XIX wieku. 
Pomiędzy Podlesiem, Zarzeczem a Mikołowem w połowie XIX wieku powstały dwa przysiółki, które rozdzielał potok Kaskadnik, zwane Kopanina-Zarzecze i Kopanina-Podlesie. Kopanina-Zarzecze powstała na terenie gminy Zarzecze i osada ta zachowała charakter typowo rolniczy. W czerwcu 1869 roku na terenie Zarzecza otwarto szkołę, a jej pierwszym nauczycielem został Heinrich Willimski. 
Mieszkańcy Zarzecza w czasie powstań śląskich w latach 1919–1921 aktywnie brali udział w walkach powstańczych – wielu z nich walczyło w oddziałach wchodzących w skład pułku pszczyńskiego. W czasie plebiscytu w dniu 20 marca 1921 roku na 369 osób uprawnionych osób z Zarzecza 336 z nich z zagłosowało za przyłączeniem do Polski, zaś 31 za włączeniem do Niemiec. Na początku III powstania śląskiego, nocą z 2 na 3 maja 1921 roku grupa powstańców z Podlesia i Zarzecza zebrała się w Tychach na placu obok szkoły. Oddział stamtąd został przewieziony pociągiem do Orzesza, a potem do Szopienic, gdzie pełnił zadania specjalne dla sztabu Wojciecha Korfantego. Po tygodniu powstańców przewieziono pociągiem w okolice Ujazdu. Powstańcy opanowali stację kolejową w pobliżu Centawy, a stamtąd skierowani zostali do walk pod Górą Św. Anny. Dnia 29 czerwca 1922 roku przez Zarzecze przeszły pododdziały 23 Górnośląskiej Dywizji Piechoty Wojska Polskiego pod dowództwem gen. Kazimierza Horoszkiewicza kierujące się w stronę Mikołowa. Mieszkańcy Zarzecza uczcili przemarsz wystawiając bramę powitalną.
W latach 1920–1924 w Mikołowie przy granicy z Zarzeczem działała kopalnia węgla kamiennego „Barbara”, w której pracowali także mieszkańcy Zarzecza. W okresie niemieckiej okupacji Polski w trakcie II wojny światowej, w dniu 17 września 1939 roku w Zarzeczu rozstrzelano 37 osób, w tym nauczyciela zarzeckiej szkoły Piotra Jakóbczyka. W dniu 23 kwietnia 1940 roku gminę Zarzecze włączono do gminy Podlesie.
Okres PRL-u dla Zarzecza był czasem stagnacji, lecz mimo tego następował dalszy wzrost liczby ludności. Zarzecze w 1973 roku włączono do gminy Kostuchna, zaś w 27 maja 1975 wraz z tą gminą do Katowic, na skutek czego stało się jej częścią. W dniu 13 stycznia 1985 roku w Zarzeczu erygowano parafię pw. Matki Bożej Wspomożenia Wiernych, zaś świątynię wybudowano w latach 1984–1985.
Po okresie transformacji ustrojowej w Polsce, w dniu 16 września 1991 roku katowicka Rada Miejska przyjęła uchwałę, na mocy której 1 stycznia 1992 roku podzielono Katowice na 22 pomocnicze jednostki samorządowe i 22 obszary ich działania. Jedną z jednostek, oznaczoną nr 20, stało się „Zarzecze”. Po 1989 roku w południowych dzielnicach Katowic (w tym także w Zarzeczu) zaznaczył się trend rozbudowy tych obszarów o nową zabudowę mieszkaniową, a wraz z tym systematycznie wzrastała liczba mieszkańców tych dzielnic.

## Demografia
| Okres/ l. osób       | przedprodukcyjny (0–18 lat) | produkcyjny (18–60/65 lat) | poprodukcyjny (pow. 60/65 lat) | Razem |
| -------------------- | --------------------------- | -------------------------- | ------------------------------ | ----- |
| Ogółem               | 559                         | 1542                       | 370                            | 2471  |
| kobiety              | 269                         | 750                        | 254                            | 1273  |
| mężczyźni            | 290                         | 792                        | 116                            | 1198  |
| Wskaźnik feminizacji | 93                          | 95                         | 219                            | 106   |

Pierwsze dane demograficzne dotyczące Zarzecza pochodzą z XVI wieku. Według urbarza pszczyńskiego z 1536 roku w Zarzeczu mieszkało 4 kmieci i kuźnik Wojciech Nyka, zaś w 1593 roku także 4 kmieci, sołtys Mateusz Prenszel i 2 zagrodników, będących poddanymi sołtysa. Był to wówczas czas względnej stabilizacji we wsiach ziem pszczyńskich na terenie współczesnych Katowic. 
W okresie wojny trzydziestoletniej wielu mężczyzn zginęło w trakcie przemarszu wojsk, a ich synowie byli stamtąd uprowadzani. W 1640 roku mieszkało tutaj 4 kmieci, 6 zagrodników, a także sołtys Urban Witek i kołodziej Jakub Kołodziej. Po zniszczeniach z okresu wojny trzydziestoletniej od połowy XVII wieku nastąpił wzrost demograficzny tych ziem.
W Zarzeczu w 1780 roku mieszkało łącznie 78 osób, w tym 3 wolnych sołtysów, 4 siodłaków i 17 chałupników. Po 1848 roku w Zarzeczu wzrastała liczba ludności, na który wpływ miała powstała na granicy z Mikołowem w 1774 roku kopalnia „Friedrichshoffnung”. Według Lecha Szarańca w 1848 roku było ich 300, zaś w 1861 roku 763. Wśród mieszkańców byli m.in.: dwaj szewcy, kowal, rzeźnik, krawiec, kołodziej i karczmarz. Stefan Gierlotka podaje zaś, że w 1840 roku w Zarzeczu mieszkało 281 osób, a w 1861 roku 300 osób.
Nieurodzaje oraz epidemie doprowadziły pod koniec XIX wieku do spadku liczby mieszkańców Zarzecza. W 1885 roku mieszkało w osadzie 597 osób, zaś w 1905 roku było ich 582. W 1919 roku we wsi mieszkało 615 osób, a dalszy wzrost liczby ludności notowano w latach międzywojennych. W 1934 roku liczba osób wzrosła do 839 mieszkańców. Po II wojnie światowej, w 1970 roku w Zarzeczu mieszkało 1 270 osób, z w 1980 roku było ich 1 444. 
Tereny dzielnicy Zarzecze w 1988 roku zamieszkiwało 1 395 osób. W tym czasie najwięcej żyło osób w przedziale lat 30-44 i 0-14, zaś najmniej przedziale 60 lat i więcej. Zarzecze na początku XXI wieku stało się miejscem sprzyjającym osadnictwu, a wraz z tym wzrastała liczba jego mieszkańców. Nastąpiło na jego terenie zjawisko suburbanizacji. W 1997 roku gęstość zaludnienia dzielnicy wynosiła 282 os/km², w 2007 roku 373 osób/km², a w 2011 roku 434 osoby/km². W 2005 roku Zarzecze liczyło 1 752 mieszkańców, zaś pod koniec 2013 roku liczba ta wynosiła 2 334 osób, w tym 417 osób w wieku do 14 lat i 117 osób w wieku powyżej 75 lat. W tym okresie była to jedna z trzech dzielnic Katowic (wspólnie z Kostuchną i Podlesiem), w której odnotowano wzrost liczby ludności.
Zarzecze na koniec 2007 roku liczyły 1 902 osoby, co stanowiło wówczas 0,6% ludności miasta. Dzielnica ta była wówczas najmniej zaludnioną dzielnicą Katowic. Gęstość zaludnienia dzielnicy w tym czasie wynosiła 633 osób/km² i była niższa od średniej dla całego miasta wynoszącej wówczas 1 916 osób/km², jednocześnie będąc drugą po Murckach najrzadziej zaludnioną dzielnicą miasta. W tym czasie dominowały grupy osób w wieku 45-59, 30-44, 15-29 lat, zaś najmniej było osób w grupie 0-14 i powyżej 65 lat życia.
Według badań sondażowych przeprowadzonych w 2011 roku na grupie 18 mieszkańców dzielnicy, 22,2% ankietowych zadeklarowało narodowość polską, 33,3% narodowość śląską, a 44,4% zarówno polską i śląską (największy udział spośród wszystkich dzielnic Katowic).

Na poniższym wykresie przedstawiono rozwój demograficzny terenów Zarzecza:
Źródła danych: 
1780; 
1840 (Według innego źródła Zarzecze miało w 1848 roku 300 osób);
1861 (Według innego źródła mieszkało wówczas w Zarzeczu 763 osoby);
1885 (według innego źródła w Zarzeczu mieszkało wówczas 469 osób);
1905;
1919;
1934;
1970;
1980;
1988;
1997;
2005 (31 grudnia);
2010 (31 grudnia);
2015 (31 grudnia);
2020 (31 grudnia).

## Polityka i administracja

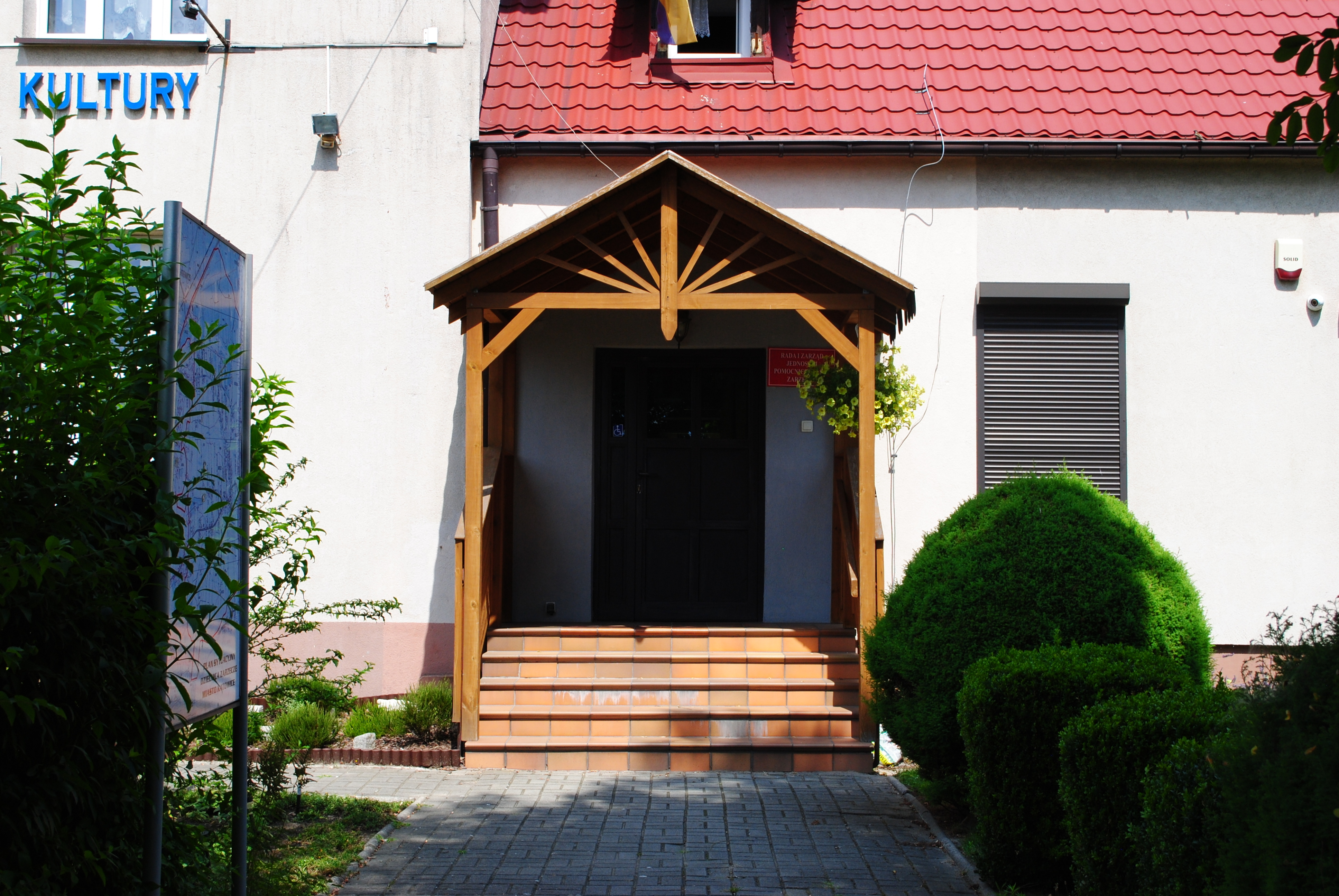
Wejście do Filii „Zarzecze” MDK „Południe” w Katowicach ze znajdującą się po prawej stronie tablicą, oznaczającą siedzibę Rady i Zarządu Dzielnicy nr 20 Zarzecze (wówczas Jednostki Pomocniczej)

Dzielnica nr 20 Zarzecze jest jedną z 22 dzielnic Katowic, stanowiących jednostkę pomocniczą gminy. Została ona powołana na mocy uchwały Rady Miejskiej w Katowicach jako jednostka samorządowa nr 20 Zarzecze w dniu 1 stycznia 1992 roku. Według Uchwały nr XLVI/449/97 Rady Miejskiej Katowic z dnia 29 września 1997 roku Zarzecze jest statutową dzielnicą w zespole dzielnic południowych. Obowiązujący statut dzielnicy został ustanowiony na mocy Uchwały Nr XLI/910/21 Rady Miasta Katowice z 25 listopada 2021 roku. Zgodnie z przepisami statutu, organami dzielnicy jest Rada Dzielnicy oraz Zarząd Dzielnicy. Rada Dzielnicy składa się z 15 radnych wybieranych na pięcioletnią kadencję. Jest ona organem stanowiącym dzielnicy, a do zadań Rady Dzielnicy należy m.in. występowania do organów miasta Katowice w sprawie wniosków mieszkańców dzielnicy w zakresie jej działania, inicjowanie i organizowanie obchodów okolicznościowych, imprez kulturalnych, sportowych czy rekreacyjnych, opiniowanie inicjatyw lokalnych czy też wnioskowanie w sprawach miasta dotyczących obszaru Zarzecza. Zarząd Dzielnicy zaś jest organem wykonawczym dzielnicy. Przewodniczący Zarządu reprezentuje dzielnicę na zewnątrz, a do zadań Zarządu należy m.in. przyjmowanie wniosków mieszkańców dzielnicy, organizowanie i koordynowanie inicjatyw społecznych, informowanie mieszkańców o sprawach dzielnicy bądź też przygotowywanie projektów uchwał Rady Dzielnicy.
W Zarzeczu funkcjonuje Rada oraz Zarząd Dzielnicy nr 20 Zarzecze. Swoją siedzibę ma w Filii Zarzecze Miejskiego Domu Kultury „Południe” w Katowicach przy ulicy P. Stellera 4. Przewodniczącą Rady Dzielnicy pod koniec 2022 roku była Katarzyna Tomala-Masny, zaś Przewodniczącą Zarządu Dzielnicy była wówczas Sylwia Bernacka. W trakcie kadencji 2014–2018 przedstawiciele Rady i Zarządu brali udział w szeregu spotkań roboczych w władzami miasta Katowice, edukacyjnych w wydarzeniach kulturalnych odbywających się na terenie dzielnicy. Reprezentowali oni dzielnicę podczas uroczystości miejskich i lokalnych, szkoleniach czy na sesjach Rady Miasta Katowice. Radni w tym czasie aktywni uczestniczyli w kolejnych edycjach katowickiego Budżetu Obywatelskiego i inicjatywach lokalnych.
Historycznie zaś tereny dzielnicy w granicach politycznych Śląska znalazły się pod koniec XII lub na początku XIII wieku i początkowo chodziły prawdopodobnie w skład kasztelanii mikołowskiej, lecz jeszcze w XIII wieku na czoło zaczęła wysuwać się Pszczyna. W 1337 roku tereny dzielnicy wraz z księstwem raciborskim przeszły pod panowanie Mikołaja II z dynastii Przemyślidów opawskich. W 1375 roku Jan – syn Mikołaja II przekazał zwierzchnictwo nad okręgami pszczyńskimi i mikołowskimi księciu opolskiemu Władysławowi II, który przez 1386 rokiem oddał Przemyślidom opawskim. W późniejszych latach ziemia ta przechodziła na różne osoby.
Na początku XVI wieku ziemiami pszczyńskimi zainteresowani byli przedstawiciele dwóch rodów mieszczańskich z Krakowa: Turzonowie i Salomonowie w związku z korzystnymi uwarunkowaniami tych terenów, tj. obecnością rud żelaza, kuźnic i łatwych do eksploatacji terenów leśnych. W 1517 roku Aleksy Thurzon nabył obszar pszczyński od Wacława II. Odtąd też Zarzecze jako jedna ze wsi komornych była własnością różnych osób i rodów, a osada ta jako wieś pańszczyźniana wchodziła w skład klucza wyrskiego. W 1525 roku Aleksy Thurzon odstąpił teren pszczyński bratu Janowi w 1525 roku. W 1527 roku tereny te uzyskały status państwa stanowego. W 1548 Jan Turzon sprzedał państwo pszczyńskie biskupowi wrocławskiemu Baltazarowi Promnitzowi i od tego czasu aż do 1763 roku ziemia pszczyńska była pod panowaniem Promnitzów, a potem rodu Anhalt-Cöthen. Spadkobiercami po rodzie Anhaltów był ród Hochbergów. W 1847 roku po śmierci księcia Henryka von Anhalt-Cöthen majątek pszczyński przejął Jan Henryk X Hochberg.
Po 1742 roku, kiedy to tereny dzielnicy Zarzecze weszły w skład państwa pruskiego, na Górnym Śląsku utworzono powiaty. Obszary dzielnicy znalazły się zaś w powiecie pszczyńskim. W dniu 1 stycznia 1874 roku na Śląsku ustanowiono nowe jednostki administracyjne, zwane okręgami urzędowymi (niem. Amtsbezirk), obejmujących kilka gmin i obszarów dworskich. W powiecie pszczyńskim utworzono m.in. okręg urzędowy Podlesie (niem. Amtsbezirk Podlesie), w skład którego weszły gminy wiejskie Kamionka, Podlesie i Zarzecze. Pierwszy naczelnik urzędował zaś w Podlesiu.
W 1922 roku przyłączono do Polski m.in. obszar dzisiejszych Katowic wraz z gminą Zarzecze, a niedługo po powstaniu autonomicznego województwa śląskiego przystąpiono do likwidacji obszarów dworskich na jej terenie. W powiecie pszczyńskim nastąpiło to 30 września 1924 roku, a w dniu następnym zlikwidowane obszary dworskie włączono do sąsiednich gmin. Zlikwidowano m.in. obszar dworski Zarzecze, który został włączony do gminy Zarzecze. W 1936 roku książę pszczyński Jan Henryk XV Hochberg spotkał się z wojewodą Michałem Grażyńskim celem uregulowania stosunków w państwem polskim, zaś rok później oddał on część swoich terenów, a także zniesiono fideikomis pszczyński.
Podczas niemieckiej okupacji Polski w czasie II wojny światowej władze okupacyjne przywróciły nazewnictwa miejscowości według stanu z 1922 roku, pozostawiając nieruszone wszelkie zmiany administracyjne, które nastąpiły do tej pory. Rozporządzeniem nadprezydenta prowincji śląskiej w dniu 23 kwietnia 1940 roku gminę Zarzecze włączono do gminy Podlesie, zaś samą gminę Podlesie podzielono na trzy części: Podlesie I, Podlesie II (Boże Dary) i Podlesie III (Zarzecze). Likwidację gminy Zarzecze planowano już w 1939 roku jeszcze przed okresem okupacji, zgodnie z planami reorganizacji obwodów gminnych. Władze okupacyjne planowały zmiany nazw części gmin, w tym Zarzecze na Ambach, a miały one wejść w życie po wojnie.
Po objęciu przez polskie władze terenów Górnego Śląska w 1945 roku przywrócono na terenie współczesnych Katowic stan prawny z 1 września 1939 roku, nie uznając przekształceń dokonanych przez niemieckie władze okupacyjne. Podjęto zaś przygotowania do przekształcenia dotychczasowych wiejskich gmin jednostkowych w gminy zbiorowe dzielące się na gromady, co nastąpiło 1 grudnia 1945 roku. W powiecie pszczyńskim powstała gmina Podlesie, w skład której weszły gromady Podlesie i Zarzecze. W 1954 roku przeprowadzono w Polsce kolejną reformę administracyjną znoszącą gminy wiejskie, wydzielając gromady wchodzące w skład powiatów. Od 29 września tego samego roku istniały już tylko gromady wchodzące w skład powiatów. Do powstałego 1 października 1954 roku powiatu tyskiego włączono na mocy uchwały z 5 października 1954 roku gromadę Podlesie, obejmującą sołectwa Podlesie i Zarzecze.
Z dniem 1 stycznia 1973 roku przywrócono w Polsce zlikwidowane w 1954 roku gminy. W jej ramach powołano w powiecie tyskim gminę wiejską Kostuchna, w której skład weszły sołectwa Podlesie i Zarzecze (sama zaś Kostuchna była osobną gminą miejską). Gmina i miasto Kostuchna zostały włączone do Katowic 27 maja 1975 roku.

### Godło napieczętne

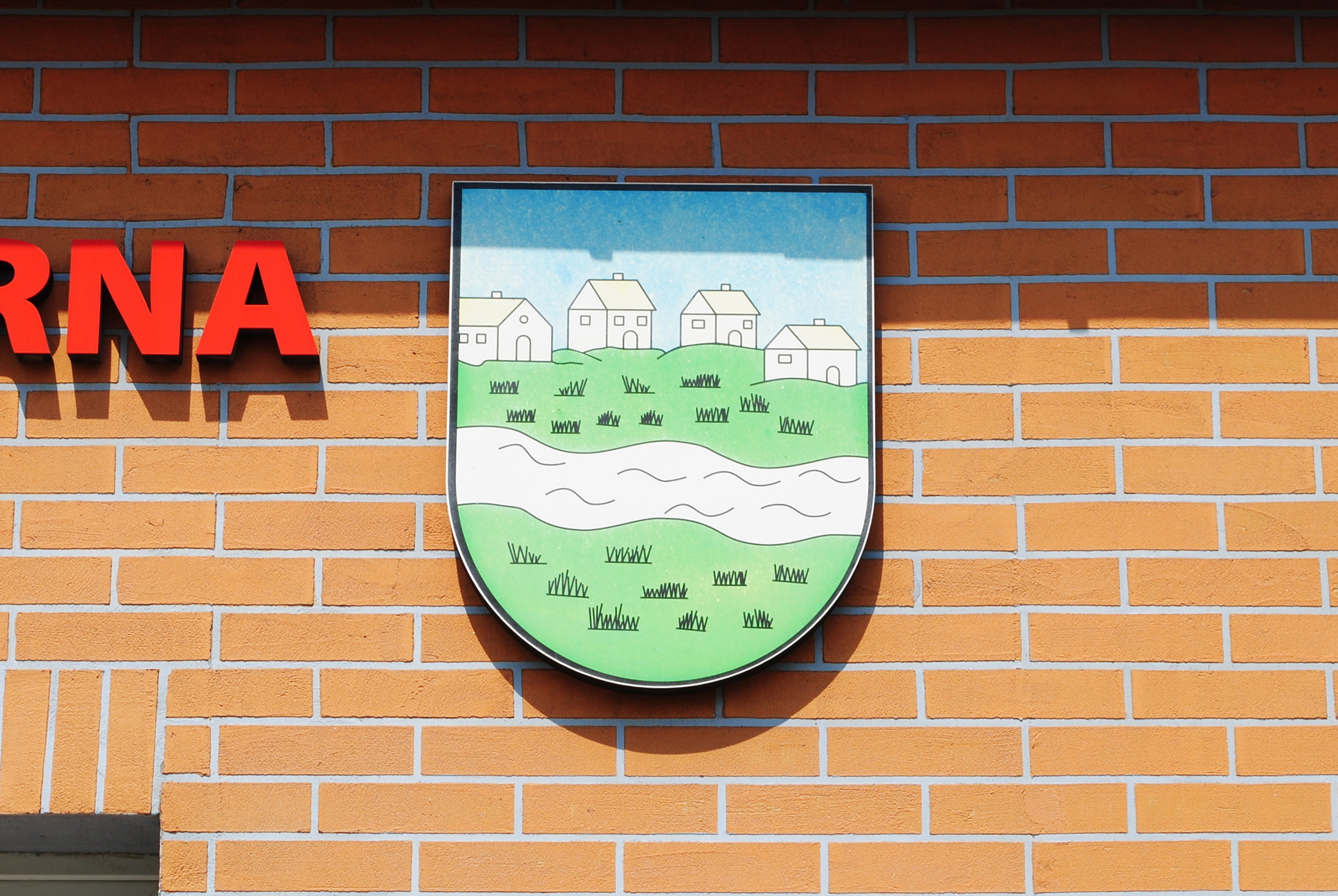
Herb Zarzecza na fasadzie OSP

Najstarsze pieczęcie Zarzecza, Podlesia i Piotrowic pochodzą z 1723 roku i znane są z Katastru Karolińskiego, zaś kolejne pochodzą z przełomu XVIII i XIX wieku. Godła Piotrowic i Zarzecza zniknęły z użycia wraz z wycofaniem około 1866 roku mocno już zużytych XVIII-wiecznych tłoków, a w 1864 roku dla miejscowości powiatu pszczyńskiego wprowadzono pieczęcie napisowe. Mieszkańcy byli przywiązani do symboli lokalnej wspólnoty, a zmiana przynależności państwowej w 1922 roku nie wpłynęła w istotny sposób na kształt graficzny godła. Kres używania godeł gminnych przyniósł wybuch II wojny światowej – okupacyjne władze niemieckie wycofały polskie tłoki, zastępując je niemieckimi wykonanymi według jedno wzorca.
Godła Podlesia i Zarzecza przekładają nazwy wsi na język obrazu (tzw. „godła mówione”). Godło Zarzecza przedstawia cztery domki kryte spadzistymi dachami, a przed nimi znajduje się płynąca rzeka. Symbol ten jest dalej używany przez Radę Dzielnicy nr 20 Zarzecze, a także jest umieszczony na elewacji remizy OSP Katowice-Zarzecze.

## Gospodarka

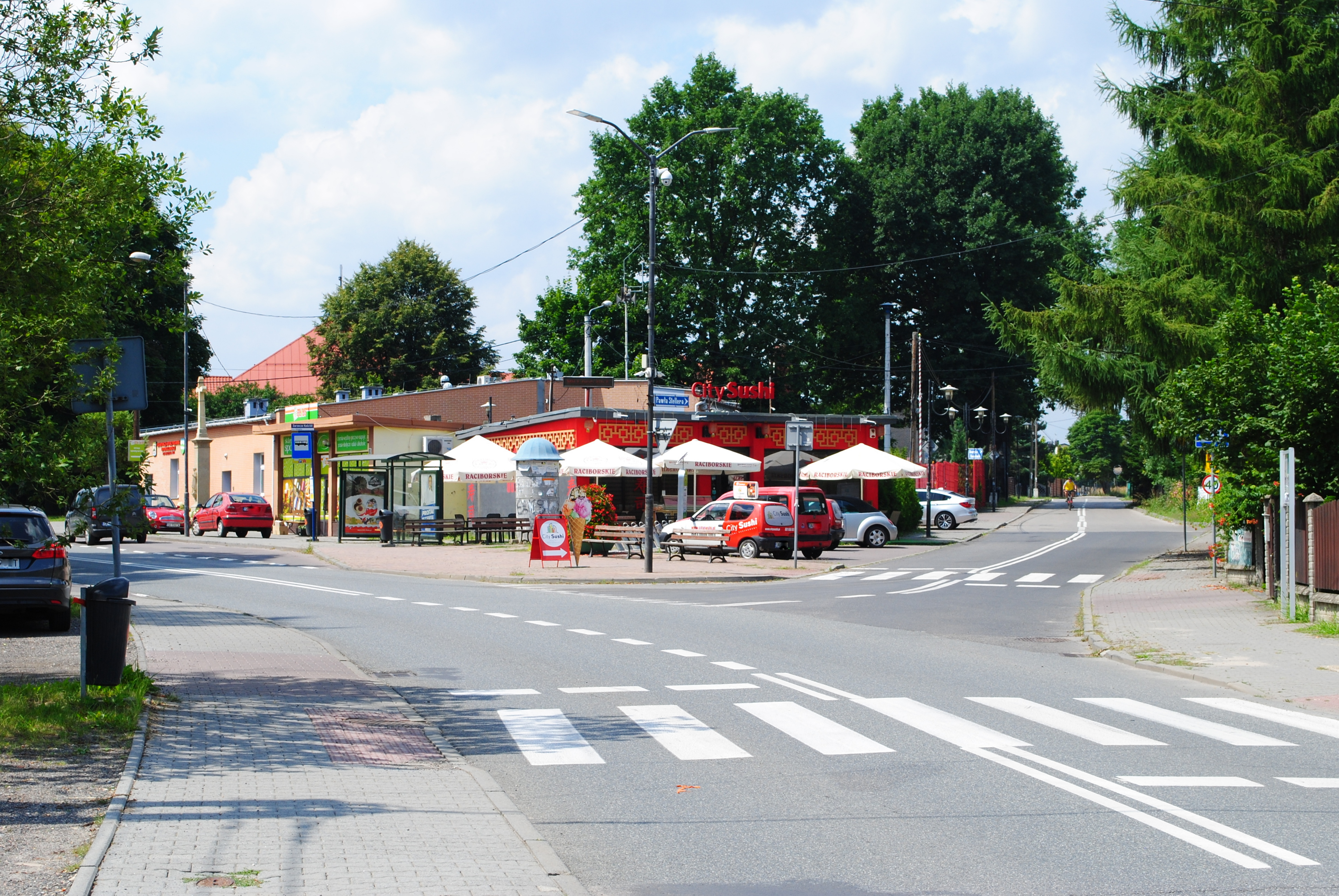
Fragment ośrodka usługowo-handlowego (restauracja i sklep wielobranżowy) przy skrzyżowaniu ulic gen. St. Grota-Roweckiego i P. Stellera

Zarzecze jest przede wszystkim dzielnicą o funkcji mieszkaniowe z udziałem usług podstawowych. Działa tu działa kilka placówek handlowo-usługowych zapewniających dostęp po podstawowych usług dla mieszkańców. Taki lokalny ośrodek usługowo-handlowy koncentruje się w rejonie ulicy gen. St. Grota-Roweckiego od ulicy Kanałowej do ulicy P. Stellera. Ponadto w dzielnicy prowadzone są tutaj lokalne punkty usługowe z branży beauty, samochodowej i budowlanej. Zarzecze jest również ośrodkiem funkcjonowania działalności rolnej. Na początku XXI wieku znaczny udział terenów Zarzecza stanowiły tereny uprawne – ponad 26% powierzchni dzielnicy. W skali całych Katowic działalność rolnicza jedynie istotne znaczenie ma w południowej części Podlesia i Zarzecza. 
Pod koniec 2013 roku w systemie REGON zarejestrowanych było 345 podmiotów gospodarczych z siedzibą na obszarze Zarzecza, co stanowiło 0,8% wszystkich podmiotów na terenie Katowic. Spośród wszystkich zarzeckich firm 330 z nich stanowiły mikrofirmy. W dniu 31 grudnia 2013 roku liczba bezrobotnych mieszkających w Zarzeczu wynosiła 50 osób, co stanowiło wówczas 2,1% wszystkich mieszkańców dzielnicy.
Historycznie zaś na obszarze całych Katowic do końca XVIII wieku głównym źródłem utrzymania tutejszej ludności była gospodarka rolna oraz leśnictwo. Tutejsze gleby były niskiej wydajności, dlatego uprawiano głównie zboża nie wymagające dobrej gleby, jak żyto, owies czy jęczmień. Wsie w południowej części Katowic, w tym na terenie dzielnicy Zarzecze, utrzymywały się znacznym stopniu z gospodarki leśnej, gdzie znajdowały się rozległe lasy, które umożliwiały produkcję węgla drzewnego. Ponadto chłopi w Podlesiu i Zarzeczu zajmowali się wyrębem drzewa w lesie, produkcją smoły i dziegciu, a także hodowlą pszczół.
Pod koniec XVIII wieku na terenie współczesnych Katowic nastąpiła w coraz to silniejszym stopniu industrializacja związana z powstawianiem kopalń węgla kamiennego, zaś prawdziwy rozwój przemysłu nastąpił od lat 30. XIX wieku, kiedy to dokonano uwłaszczenia chłopów, dzięki czemu mogli się oni swobodnie przemieszczać i zasilić szeregi robotników przemysłowych. W 1840 roku w południowych dzielnicach Katowic odsetek rolników wynosił około 85%, a z tej grupy większość osób miała niewielkie gospodarstwa, dlatego też była zmuszona szukać dodatkowych zajęć. W Zarzeczu nie rozwinął się przemysł, a tylko niewielki odsetek ludzi pracował z pobliskich kopalniach.
Dynamiczny proces urbanizacyjny w związku z budownictwem mieszkaniowym zmienił profil funkcjonalny Zarzecza na przełomie XX i XXI wieku z rolniczo-mieszkaniowego na mieszkaniowy z udziałem usług podstawowych. 

## Infrastruktura techniczna
Zaopatrzenie terenów Zarzecza w bieżącą wodę odbywa się przez zbiorniki sieciowe Mikołów i Murcki. Są one zasilane ze stacji uzdatniania wody w Dziećkowicach, Goczałkowicach-Zdroju i Kobiernicach. Wody te są tłoczone do wspólnego systemu rozrządu Górnośląskiego Przedsiębiorstwa Wodociągów, skąd za pomocą systemu magistral wodociągowych i przyporządkowanej do nich sieci rozdzielczej Katowickich Wodociągów zaopatrywane są m.in. Zarzecze w wodę. Wodociągi magistralne ciągną się wzdłuż głównych ulic Zarzecza. Południowe dzielnice Katowic najpóźniej otrzymały podłączenie do sieci wodociągowej, jeszcze przed ich włączeniem w granice miasta. W 1975 roku ówczesny MPWiK Mikołów przekazał katowickiej spółce wodociągowej sieć w Podlesiu, Kostuchnie, Zarzeczu i Murckach.
Eksploatacją sieci kanalizacji sanitarnej i ogólnospławnej w dzielnicy zajmuje się należący do Katowickich Wodociągów Oddział Eksploatacji Sieci Kanalizacyjnej – Południe, zaś kanalizacją deszczową zarządza Miejski Zarząd Ulic i Mostów w Katowicach. Południowe dzielnice Katowic, w tym Zarzecze, są podłączone do Oczyszczalni Ścieków Podlesie, z której ścieki oczyszczone odpływają do Mlecznej. Sieć kanalizacyjna w dzielnicy powstała po II wojnie światowej, z czego w latach 2004–2012 nastąpiło skanalizowanie znacznej części niskiej zabudowy tej części miasta. W okolicach 2012 roku połowa domów w dzielnicy była podłączona od kanalizacji sanitarnej, zaś praktycznie brak było wówczas kanalizacji deszczowej.
Zaopatrzenie dzielnicy w energię elektryczną odbywa się poprzez sieć wysokich napięć 110 kV, powiązaną z pobliskimi elektrowniami. Przez Zarzecze biegnie też równoleżnikowo sieć 220kV Łagisza – Byczyna / Halemba; Kopanina – Katowice, ciągnąca się w dzielnicy wzdłuż Bagnika. Napowietrzna sieć elektroenergetyczna biegnąca przez dzielnicę zarządzana jest przez spółkę Polskie Sieci Elektroenergetyczne. 
Zarzecze według stanu z 2014 roku jest poza zasięgiem działania systemów ciepłowniczych miasta Katowice.

## Transport

### Transport drogowy

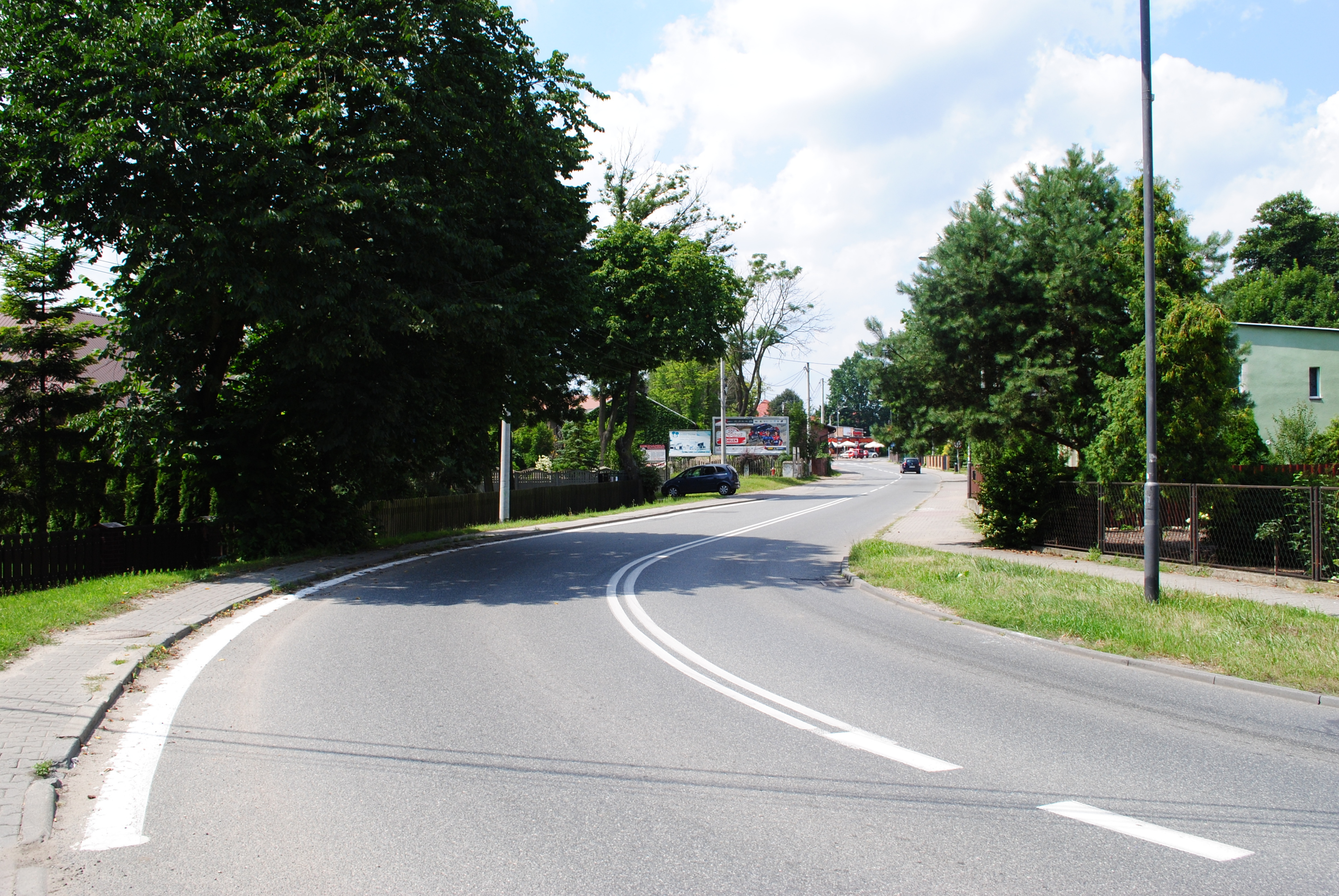
Ulica gen. St. Grota-Roweckiego na wysokości ulicy Kanałowej

Przez Zarzecze nie przebiega żadna droga o randze drogi krajowej ani wojewódzkiej. Na granicy zaś z Piotrowicami-Ochojcem biegnie zaś fragment ulicy T. Kościuszki w ciągu drogi krajowej nr 81. Do ważniejszych dróg wewnątrz dzielnicy należą następujące ulice:
- Ulica generała Stefana Grota-Roweckiego – główna ulica Zarzecza[117], biegnąca równoleżnikowo przez centrum dzielnicy i dalej na zachód przez rejony Kopanin Lewych do Mikołowa[3]; jest to droga powiatowa klasy drogi zbiorczej (Z)[118],
- Ulica Uniczowska – ulica łącząca Zarzecze z Podlesiem, o długości około 1,5 km[119]; w Zarzeczu ulica ta kończy się na skrzyżowaniu ulic Słonecznikowej i gen. St. Grota-Roweckiego, skąd biegnie na południe do przejazdu pod torami kolejowymi na granicy Zarzecza i Podlesia[3]; jest to droga powiatowa klasy drogi zbiorczej (Z)[118],
- Ciąg ulic: Kamieńska – Sandacza – Pstrągowa[39] – lokalne ulice łączące w południowo-wschodnim ciągu centrum Zarzecza z ulicą T. Kościuszki w Piotrowicach-Ochojcu przy granicy z Zarzeczem; droga ta przecina tereny Kopanin Prawych i krzyżuje się z licznymi lokalnymi ulicami[3]; są to drogi powiatowe, a czego ulice Kamieńska i Sandacza mają klasę dróg lokalnych (L), a ulica Pstrągowa klasę drogi zbiorczej (Z)[118].

Zarzecze skomunikowane jest ze ścisłym centrum Katowic ulicą T. Kościuszki lub ciągiem ulic gen. St. Grota-Roweckiego i Armii Krajowej. Ze względu na wzrost liczby mieszkańców dzielnic południowych wydłużony jest dojazd do ścisłego centrum miasta. W transporcie indywidualnym w 2008 roku do najbardziej obciążonych ruchem dróg Zarzecza należały ulice: Uniczowska, Słonecznikowa i ciąg ulic: Kamieńska – Sandacza – Pstrągowa.
Wewnętrzy układ komunikacyjny Zarzecza stanowią zaś wąskie uliczki, nie zawsze posiadające nawierzchnię utwardzoną. 

### Transport kolejowy

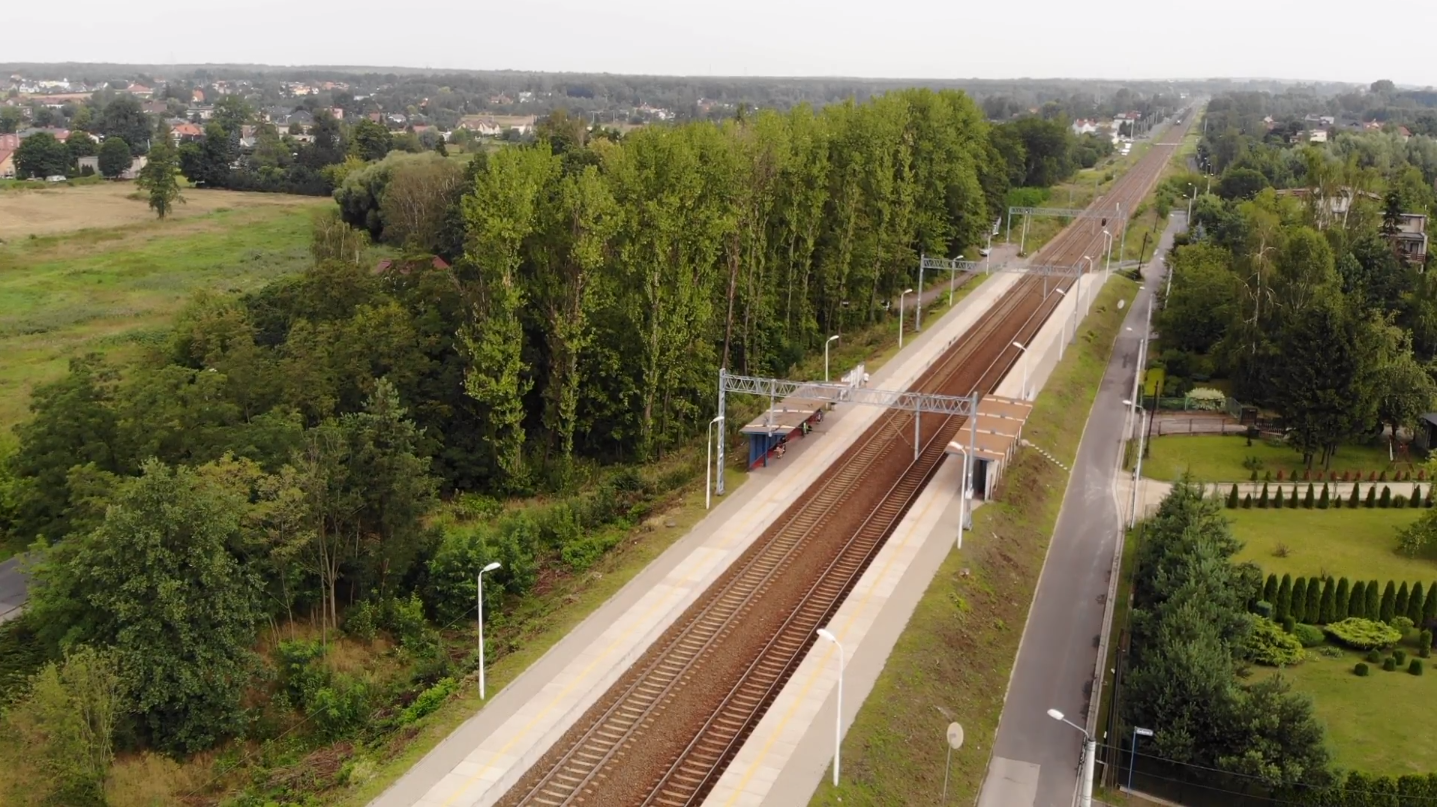
Przystanek osobowy Katowice Podlesie (widok od strony południowej)

Przez Zarzecze wzdłuż wschodniej granicy dzielnicy z Kostuchną i Podlesiem ciągnie się linia kolejowa nr 139 Katowice – Katowice Podlesie – Zwardoń. Jest to linia magistralna znaczenia państwowego; zelektryfikowana i dwutorowa, na której prowadzony jest ruch pasażerski i towarowy. Na linii tej przy ulicy Uniczowskiej położony jest przystanek osobowy Katowice Podlesie. Wyposażony jest on w dwa perony jednokrawędziowe i wiaty siedziskowe. Na przystanku tym według rozkładu ważnego w okresie od 11 grudnia 2022 roku do 11 marca 2023 roku zatrzymywały się wyłącznie pociągi spółki Koleje Śląskie. Głównymi kierunkami połączeń w tym czasie były stacje i przystanki: Częstochowa, Dąbrowa Górnicza Ząbkowice, Katowice, Tychy Lodowisko, Zwardoń i Żywiec.
Linia kolejowa przechodząca przez dzielnicę powstała w ramach rozbudowy sieci kolejowej na terenie ówczesnych Prus. W dniu 2 listopada 1912 roku oddano do użytku trasę kolejową Ligota – Podlesie – Tychy, a linia ta znacznie skróciła drogę z Katowic w kierunku Pszczyny. Przystanek Podlesie (późniejsze Katowice Podlesie) otwarto dopiero w 1927 roku. W czasie II wojny światowej, w celach militarnych powstał drugi tor na trasie kolejowej Katowice Ligota – Tychy, a wycofujące się wojska niemieckie w 1945 roku zniszczyły budynek dworcowy na przystanku Podlesie. W dniu 4 marca 1961 roku zelektryfikowano linię kolejową Katowice Ligota – Tychy.

### Transport rowerowy
Sieć infrastruktury rowerowej na terenie Zarzecza jest słabo rozwinięta. Wydzielone trasy dla rowerów według stanu z końca 2022 roku ciągną się jedynie wzdłuż ulic: Wspólnej (droga dla rowerów o nawierzchni asfaltowej po zachodniej stronie ulicy) i Kryształowej (chodnik z dopuszczonym ruchem rowerowym po zachodniej stronie ulicy). Brak jest tutaj szlaków rowerowych wytyczonych w ramach projektu „Rowerem po Śląsku”.
W Zarzeczu funkcjonuje za to część sieci wypożyczalni rowerów miejskich – Metrorower, który zastąpił system City by bike. Był to największy system tego typu w Górnośląsko-Zagłębiowskiej Metropolii, będący jednym z systemów firmy Nextbike. Według stanu z końca 2022 roku funkcjonowały tutaj łącznie dwie stacje City by bike: Grota Roweckiego – Stellera i Uniczowska PKP.

### Miejski transport zbiorowy
Organizatorem miejskiego transportu zbiorowego na terenie Zarzecza jest Zarząd Transportu Metropolitalnego (ZTM), który przejął obowiązki od poprzednich organizatorów 1 stycznia 2019 roku. Transport zbiorowy w granicach dzielnicy realizowany wyłącznie formie połączeń autobusowych, którego głównym operatorem połączeń w dzielnicy jest PKM Katowice.
Na terenie dzielnicy Zarzecze, według stanu z końca 2022 roku znajduje się 12 przystanków: Podlesie Dworzec PKP, Zarzecze Azalii, Zarzecze Jesiotra, Zarzecze Kościół, Zarzecze Osiedle Grota [nż], Zarzecze Owsiana, Zarzecze Owsiana Pętla, Zarzecze Pstrągowa, Zarzecze Szarotek, Zarzecze Szarotek Boisko, Zarzecze Wędkarska i Zarzecze Węgorzy. Z przystanku Zarzecze Kościół odjeżdżały wówczas autobusy trzech linii (w tym jedna nocna). Łączyły one wówczas tę część dzielnicy z sąsiednimi dzielnicami, a także ze Śródmieściem Katowic, Ligotą-Panewnikami, Brynowem, Giszowcem, Janowem-Nikiszowcem, Szopienicami-Burowcem z miastem Mikołów.

## Architektura i urbanistyka

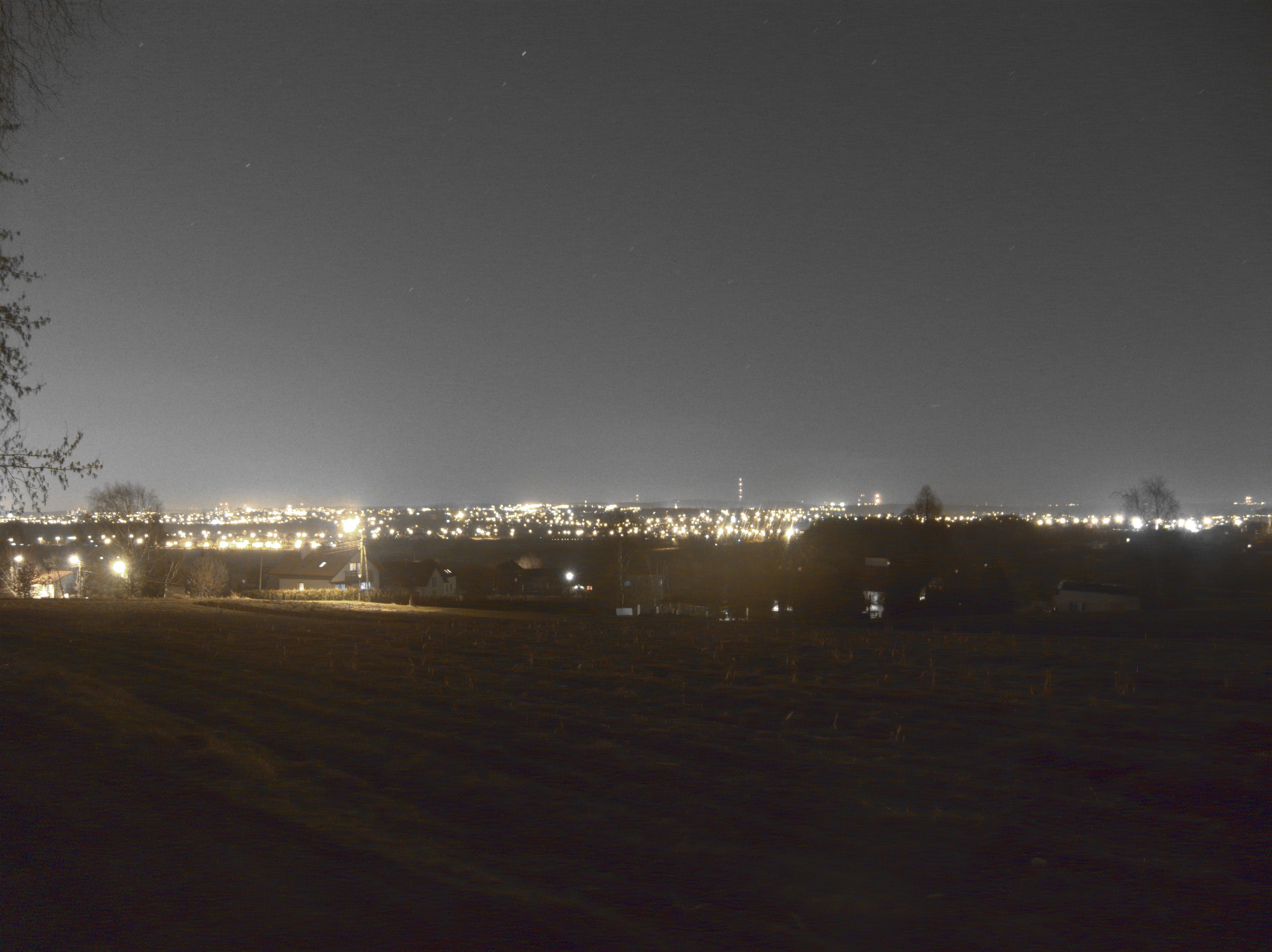
Nocny widok na rejony Zarzecza, Podlesia i Kopanin (2011)

W dzielnicy Zarzecze dominującym typem zabudowy są domy jednorodzinne wraz ze skupiskami zabudowy w układzie szeregowym i bliźniaczym (w tym przy ulicach: gen. St. Grota-Roweckiego, Kopaniny Lewe i T. Fijewskiego). Tereny otwarte skupione są pomiędzy ulicami gen. St. Grota-Roweckiego, Kamieńskiej, Sandacza i Leszczy oraz na południe od ulicy gen. St. Grota-Roweckiego. Zarzecze posiada słabo wykształconą przestrzeń centralną w rejonie kościoła Matki Bożej Wspomożenia Wiernych, remizy Ochotniczej Straży Pożarnej Katowice-Zarzecze oraz Filii „Zarzecze” Miejskiego Domu Kultury „Południe” w Katowicach.
Pierwotnie zabudowa Zarzecza kształtowała się wzdłuż drogi z Podlesia do Mikołowa (współczesna ulica gen. St. Grota-Roweckiego) i z Zarzecza do Śmiłowic (ulice: Szarotek, Kanałowa i Kamieńska) oraz obok stawu nad Mleczną. Przy głównej ulicy przez setki lat rozwijała się główna zabudowa Zarzecza, a osadnictwo dzielnicy w XVIII i XIX wieku miało charakter skupiony. 
W XVIII wieku na terenie współczesnych Katowic dominowała zabudowa drewniana w formie zrębowych chat i budynków gospodarczych. Drewniana zabudowa zaczęła ustępować murowanej przede wszystkim od połowy XIX wieku, po wprowadzeniu w życie administracyjnego zakazu budowy z drewna celem lepszej ochrony przeciwpożarowej. Murowano tutaj przede wszystkim z cegły. Domy na wiejskich terenach Ochojca, Piotrowic, Podlesia, Kostuchny i Zarzecza na początku XX wieku i w latach międzywojennych dysponowały skromną liczbą pomieszczeń – najczęściej posiadały sień, kuchnię i izbę (czasem dwie).

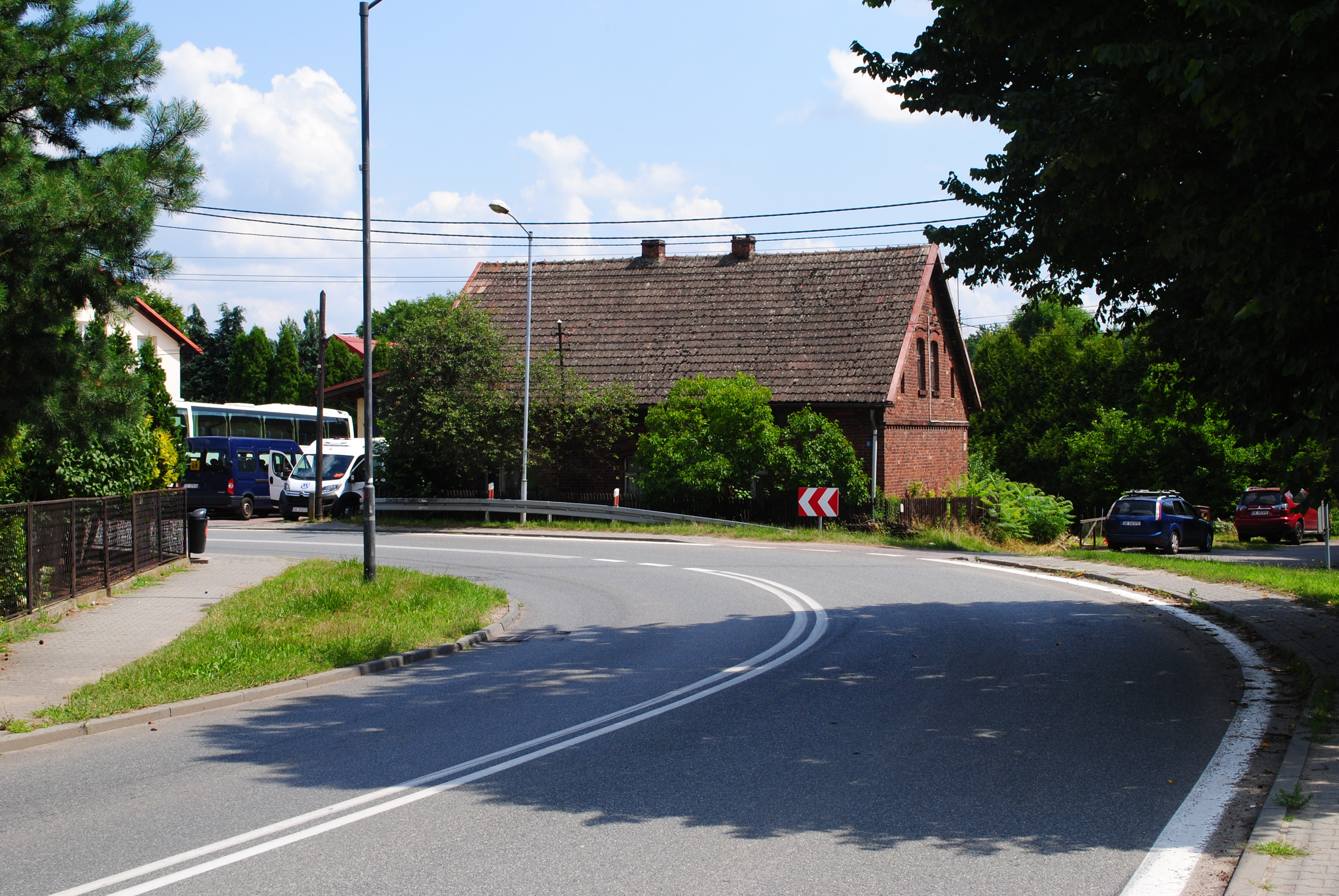
Dom przy ulicy gen. St. Grota-Roweckiego 7, wybudowany przed 1922 rokiem

Do najstarszych budynków w Zarzeczu, powstałych przed XX wiekiem, należą pojedyncze obiekty w różnych częściach dzielnicy, m.in. położonych przy ulicy: Kamieńskiej 21, Kanałowej 10 i 12, gen. St. Grota-Roweckiego 9d i 31 oraz P. Stellera 6 i 52. Zabudowa z lat 1900–1922 koncentruje się głównie w centrum dzielnicy (rejon ulic gen. St. Grota-Roweckiego, Kamieńskiej i Kanałowej), a także w innych miejscach dzielnicy, w tym przy ulicy J. Świderskiego i ulicy Sandacza.
W latach 1922–1945 następowała ekspansja osadnictwa wiejskiego na zewnątrz istniejących wsi. Stopniowo wkraczała także zabudowa rozproszona pomiędzy Piotrowicami, Zarzeczem, Podlesiem a Kostuchną. W latach 1945–1989, a także w późniejszym okresie następowała dalsza ekspansja osadnictwa pomiędzy Kostuchną, Podlesiem a Zarzeczem. Trwały również procesy zagęszczenia zabudowy tych trzech dzielnic. Dogęszczanie zabudowy Zarzecza nastąpiło wzdłuż pasm głównych ulic dzielnicy, tj. gen. St. Grota-Roweckiego, Kamieńskiej, Szarotek, Sandacza, P. Stellera i Leszczy.
W latach 1984–1985 przy ulicy gen. St. Grota-Roweckiego został wzniesiony kościół pw. Matki Bożej Wspomożenia Wiernych zaprojektowany przez Michała Kuczmińskiego. Budynek ten ma niewielką bryłę przypominającą dom mieszkalny i posiada takie detale jak arkady. Za wystrój wnętrza odpowiadał Zygmunt Brachmański.
Po 1989 roku w architekturze i urbanistyce wszystkich południowych dzielnic Katowic zaznacza się trend budowy nowej zabudowy mieszkaniowej, głównie domów jednorodzinnych i szeregowych oraz osiedli mieszanych. Powstaje tutaj najwięcej deweloperskich osiedli mieszankowych w Katowicach. Nowa zabudowa harmonizuje z dotychczasową zabudową dzielnicy zwłaszcza pod względem wysokości zabudowy. Wraz z rozwojem osadnictwa w południowych dzielnicach Katowic widoczny jest także niedorozwój dróg w stosunku do rozwijającego się tutaj budownictwa mieszkaniowego. Dodatkowo lokalizacja wielu osiedli na południu, na niezagospodarowanych dotychczas terenach wymusza stawianie tutaj obiektów usługowo-handlowych, kulturalnych i rozrywkowych. 
W latach 1989–2011 w granicach dzielnicy Zarzecze powstały m.in. następujące inwestycje mieszkaniowe:
- Ul. Sandacza i Jesiotra – osiedle zamknięte, składające się z kilkunastu domów jednorodzinnych i wolnostojących; inwestor: Trojan[146],
- Ul. R. Zwoźniakowej – kompleks wolnostojących domów jednorodzinnych; inwestor: PRB Jacol[147] ,
- Słoneczna Enklawa (ul. gen. St. Grota-Roweckiego) – zespół 28 domów w zabudowie szeregowej i bliźniaczej oraz zespół 6 domów szeregowych; inwestor: Ucione[147],

- Ul. Kopaniny Lewe – zespół 66 domów jednorodzinnych w zabudowie szeregowej i bliźniaczej; inwestor: Dombud[147],
- Osiedle Zagajnik (ul. T. Fijewskiego) – zespół budynków jednorodzinnych w zabudowie szeregowej i bliźniaczej oraz budynku mieszkalno-usługowego; inwestor: MK Inwestycje[147],
- Osiedle Pod Dębem (ul. T. Fijewskiego) – osiedle zamknięte, składające się z 44 domów jednorodzinnych w zabudowie indywidualnej i bliźniaczej; inwestor: Dekbud[147].

### Zabytki i obiekty historyczne

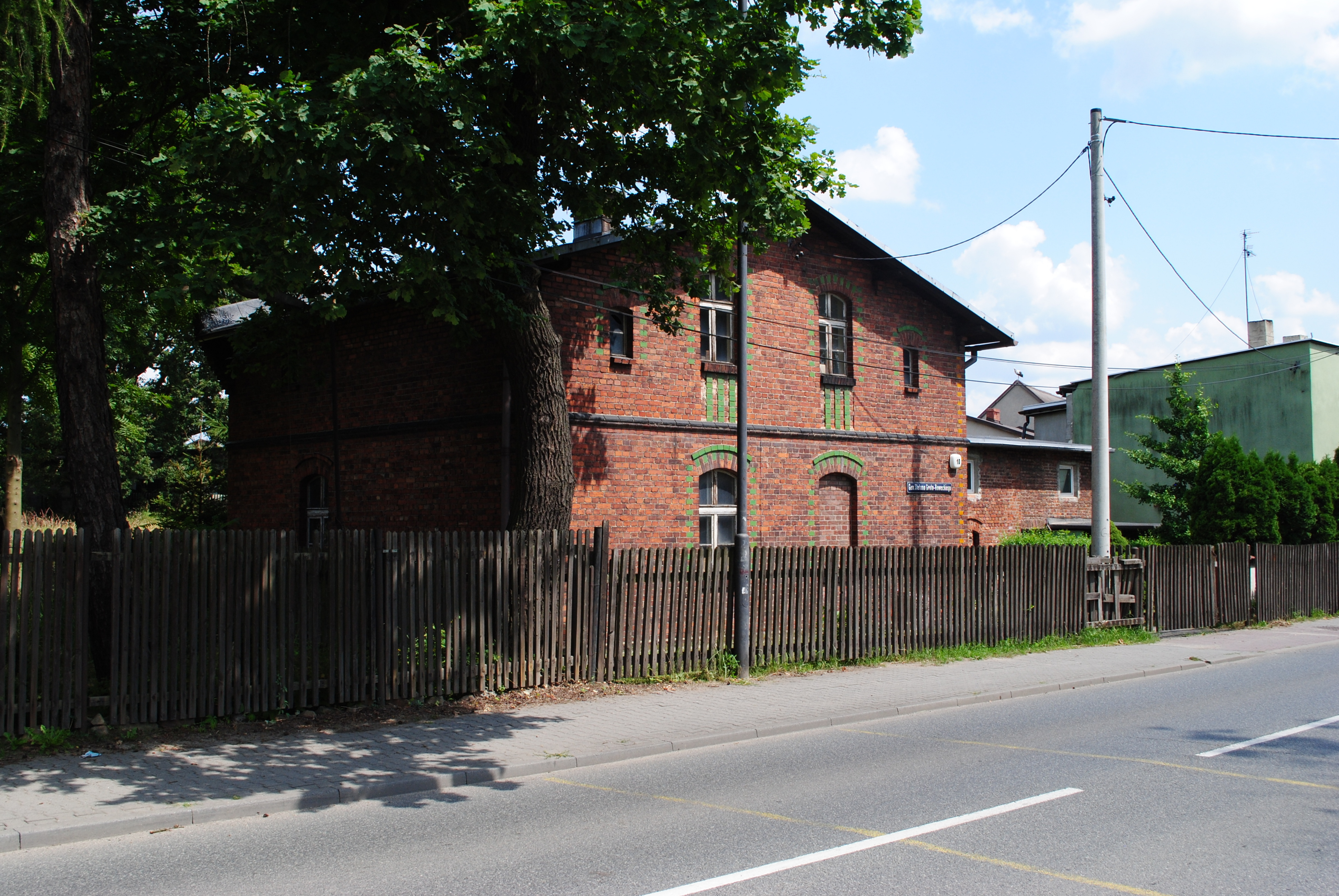
Dom z przełomu XIX i XX wieku (ul. gen. St. Grota-Roweckiego 10)

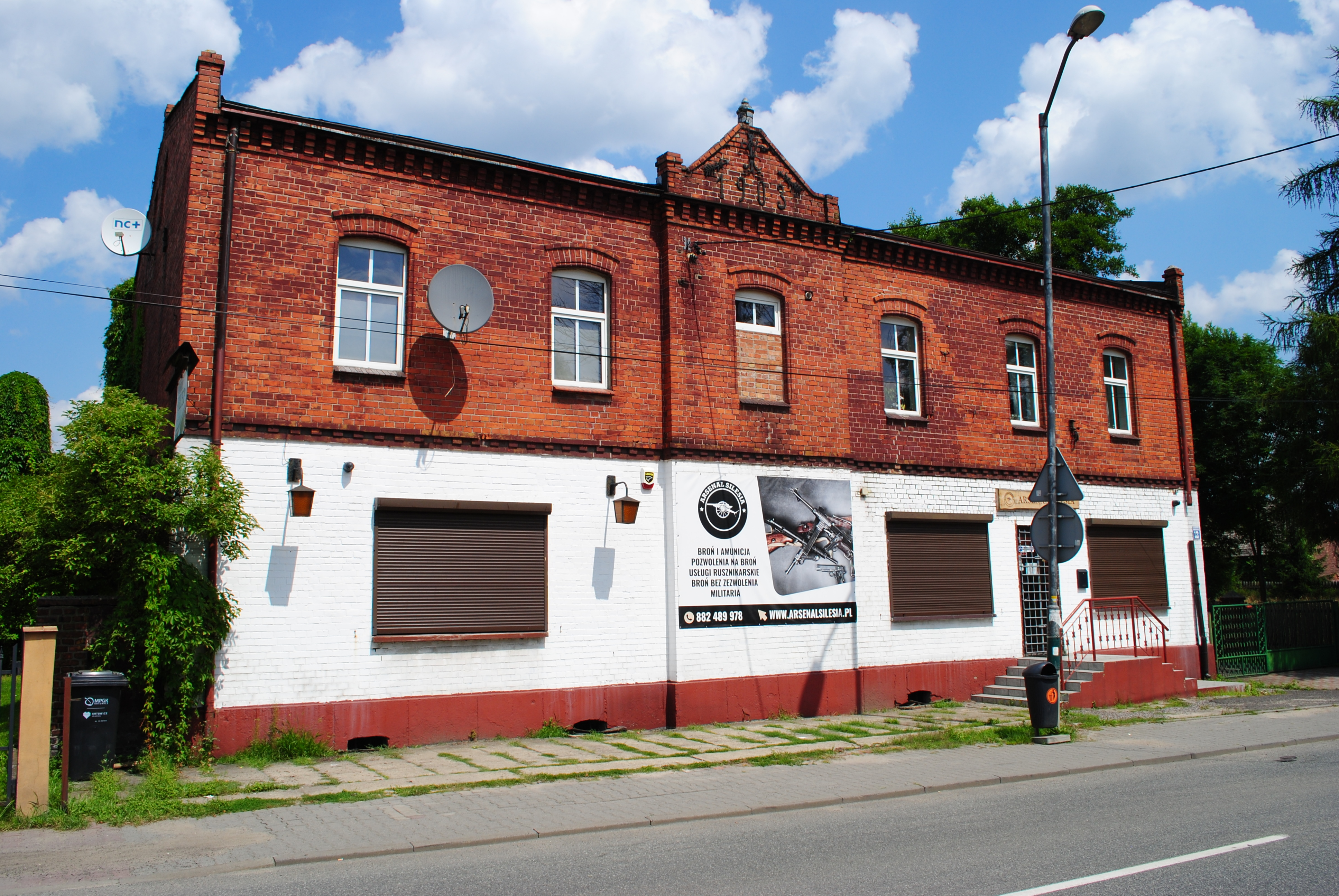
Dom mieszkalny z 1903 roku (ul. gen. S. Grota-Roweckiego 12)

W Zarzeczu znajdują się następujące historyczne i zabytkowe obiekty, objęte ochroną konserwatorską:
- Zespół dawnego folwarku z drugiej/trzeciej ćwierćwieczy XIX wieku (ul. gen. S. Grota-Roweckiego 9),
- Dom mieszkalny z budynkiem gospodarczym (ul. gen. S. Grota-Roweckiego 10); wzniesiony na przełomie XIX i XX wieku,
- Dom mieszkalny (ul. gen. S. Grota-Roweckiego 12); wzniesiony w 1903 roku,
- Zagroda, obejmująca dom mieszkalno-gospodarczy i stodołę (ul. gen. S. Grota-Roweckiego 20); wzniesiona w trzeciej ćwierćwieczy XIX wieku,
- Krzyż przydrożny (ul. gen. S. Grota-Roweckiego 22, obok kościoła); wzniesiony pod koniec XIX wieku,
- Dom mieszkalny (ul. gen. S. Grota-Roweckiego 46); wzniesiony na przełomie XIX i XX wieku,
- Zagroda, obejmująca dom mieszkalno-gospodarczy i stodołę (ul. gen. S. Grota-Roweckiego 48); wzniesione na przełomie XIX i XX wieku,
- Zagroda, obejmująca dom mieszkalno-gospodarczy i stodołę (ul. gen. S. Grota-Roweckiego 51); wzniesione na przełomie XIX i XX wieku,
- Dom murowany z gospodą (ul. gen. S. Grota-Roweckiego 61); pochodzący początku XX wieku,
- Zagroda, obejmująca dom mieszkalny i budynki gospodarcze (ul. gen. S. Grota-Roweckiego 78a); wzniesione na przełomie XIX i XX wieku,
- Budynek szkoły (ul. P. Stellera 4); pochodzący z trzeciej ćwierci XIX wieku, przebudowany w latach 30. XX wieku,
- Dom mieszkalny w ogrodzie (ul. P. Stellera 6); wzniesiony na początku XX wieku,
- Chałupa wiejska (ul. Kamieńska 1); wzniesiona w trzeciej ćwierćwieczy XIX wieku,
- Dom mieszkalny (ul. Kamieńska 3); wzniesiony w czwartej ćwierćwieczy XIX wieku,
- Dom mieszkalny (ul. Kamieńska 4a); wzniesiony w czwartej ćwierćwieczy XIX wieku,
- Dom mieszkalny (ul. Kanałowa 1); wzniesiony w 1912 roku,
- Dom w ogrodzie (ul. Kanałowa 18); wzniesiony na początku XX wieku,
- Dom w ogrodzie (ul. Kanałowa 36); wzniesiony w latach 20. XX wieku,
- Zagroda, obejmująca dom z zabudowaniami gospodarczymi (ul. Kopaniny Lewe 4); wzniesiona w trzeciej i w czwartej ćwierćwieczy XIX wieku.

Na terenie Zarzecza występują następujące strefy ochrony konserwatorskiej bądź obszary postulowane do ochrony:
- Zespół dawnego folwarku i zabudowy wiejskiej z zielenią.

### Pomniki i miejsca pamięci

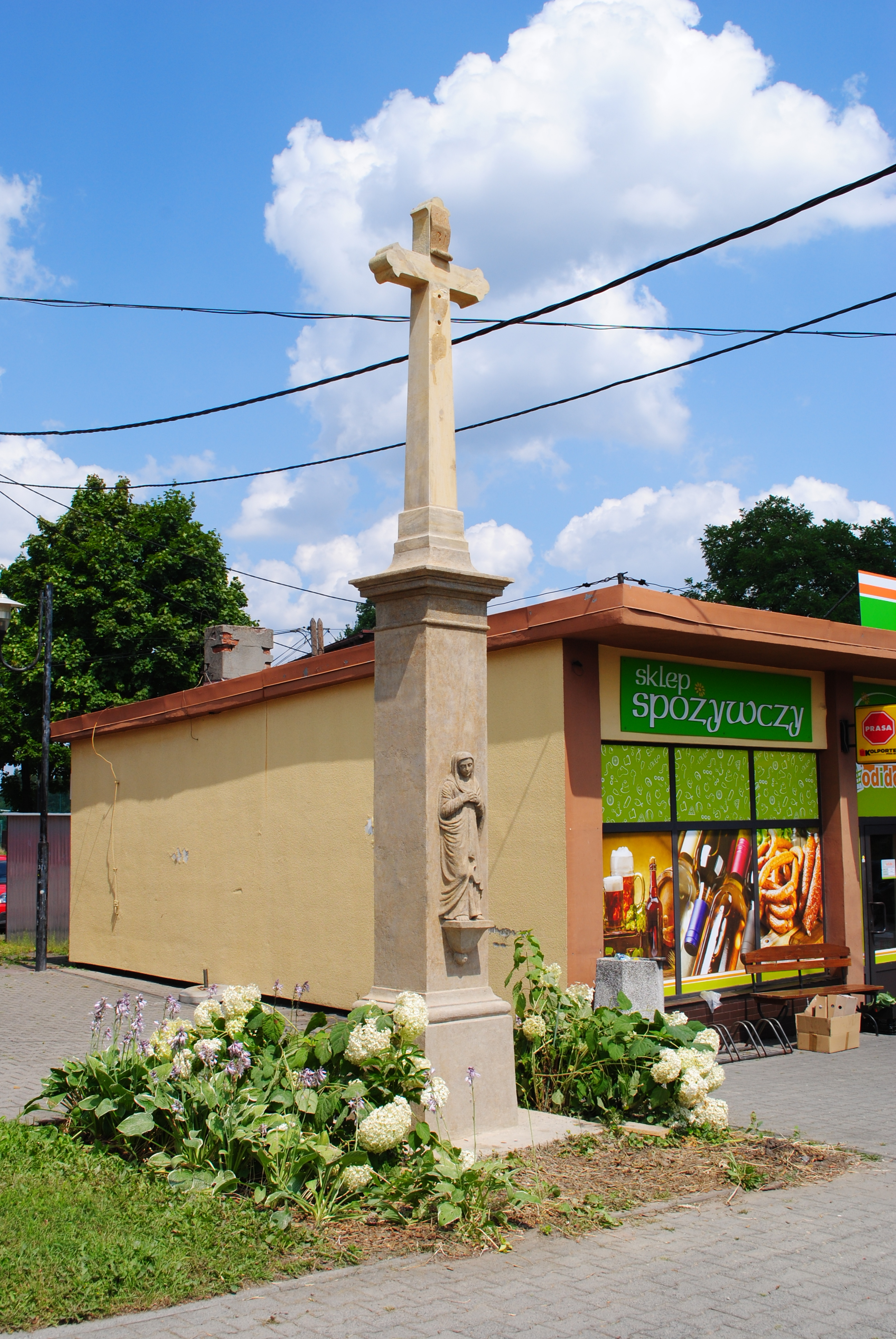
Krzyż przydrożny z figurą Matki Bożej Bolesnej z XIX wieku (przy ul. gen. S. Grota-Roweckiego 20)

W Zarzeczu znajdują się następujące miejsca pamięci i pomniki:
- Krzyż przydrożny z figurą Matki Bożej Bolesnej (ul. gen. S. Grota-Roweckiego 20) z XIX wieku[117],
- Mogiła wojenna nieznanego żołnierza niemieckiego (ul. T. Kościuszki; las od strony Zarzecza)[151],
- Tablica upamiętniająca Piotra Jakóbczyka, który zginął w kampanii wrześniowej w 1939 roku (ul. Stellera 4; Fila Miejskiego Domu Kultury „Południe” w Katowicach)[152].

### Zagospodarowanie przestrzenne
Zarzecze jest dzielnicą koncentracji terenów zabudowy mieszkaniowej jednorodzinnej i szeregowej, a w skali całego miasta charakteryzuje się znacznym udziałem terenów rolnych. W 2007 roku udział tych terenów w skali całej dzielnicy wynosił ponad 26%. Stosunkowo niewielki jest tutaj udział terenów komunikacji (głównie dróg).
Udział powierzchni zabudowanej w powierzchni terenów (działek) Zarzecza w 2007 roku wynosiło 15%, wskaźnik intensywności zabudowy netto sięgał poziomu 0,23, zaś średnia liczba kondygnacji wynosiła wówczas 1,53 (najmniej spośród wszystkich dzielnic Katowic).
W Studium uwarunkowań i kierunków zagospodarowania przestrzennego miasta Katowice miasto podzielono na jednostki urbanistyczne, w tym jednostkę Zarzecze obejmującą obszar całej dzielnicy. Powierzchnia jednostki wynosi 494,72 ha i pod względem stanu faktycznego struktury użytkowania terenu w 2008 roku przeważały tereny zabudowy mieszkaniowej jednorodzinnej (77,03 ha), wolnych terenów budowlanych (77,99 ha), terenów rolnych (129,82 ha), terenów zieleni nieurządzonej (73,67 ha) i lasów (113,36 ha). Najmniej było zaś terenów produkcyjno-usługowych (2,68 ha), terenów zieleni urządzonej (0,49 ha) i terenów wód (0,54 ha). Brak było za to wówczas terenów zabudowy mieszkaniowej wielorodzinnej, terenów infrastruktury technicznej i nieużytków.
W lipcu 2009 roku 27,92% powierzchni jednostki urbanistycznej Zarzecze było objętych miejscowymi planami zagospodarowania przestrzennego.

## Oświata

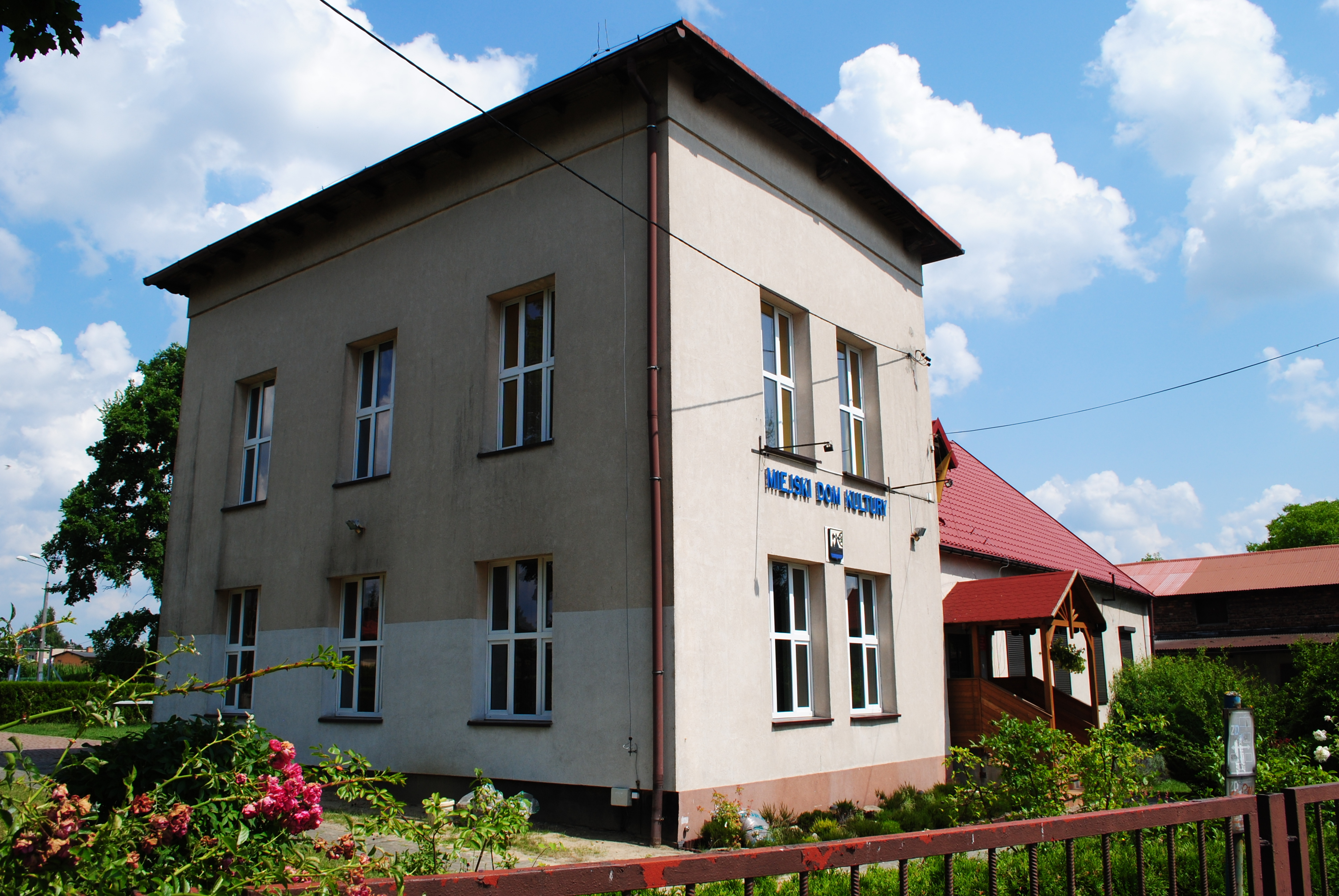
Siedziba Filii „Zarzecze” MDK „Południe” w Katowicach – gmach dawnej zarzeckiej Szkoły Podstawowej

W Zarzeczu według stanu z końca 2022 roku nie ma żadnych placówek opiekuńczo-oświatowych. Najbliższe tego typu placówki znajdują się w sąsiednich dzielnicach Katowic: w Podlesiu i Kostuchnie, a także w Mikołowie.
Historycznie zaś początki działalności edukacyjnej w Zarzeczu sięgają XVIII wieku. Wówczas to w wyniku reformy szkolnej z 1765 roku do szkoły w Mikołowie przydzielono m.in. wsie Piotrowice, Zarzecze i Podlesie. Początki nauczania szkolnego w samym zaś Zarzeczu sięgają czerwca 1869 roku. Wówczas to otwarto szkołę, której budowę sfinansowała gmina Zarzecze wraz z Kamionką. Pierwszym nauczycielem zarzeckiej szkoły został Heinrich Willimski, a do szkoły uczęszczało wówczas 160 dzieci, w tym 54 z Kamionki. W 1879 roku do budynku zarzeckiej szkoły dobudowano piętro. Po plebiscycie w 1921 roku w szkole rozpoczęto nauczanie w języku polskim.
W czasie II wojny światowej, po reorganizacji szkolnictwa rozpoczęto w lutym 1940 roku nauczanie uczniów w języku niemieckim. W Zarzeczu po zakończeniu działań wojennych rok szkolny rozpoczęto w sąsiednim Podlesiu 19 marca 1945 roku mszą świętą dla dzieci z Podlesia i Zarzecza. Kierownikiem zarzeckiej szkoły został w tym czasie Jan Zaczkowski, pełniący tę funkcję przed wojną. W miejscu zlikwidowanej Szkoły Podstawowej przy ulicy P. Stellera 4 w dniu 16 stycznia 2003 roku działalność rozpoczęła Filia „Zarzecze” MDK Południe w Katowicach.

## Bezpieczeństwo publiczne i socjalne

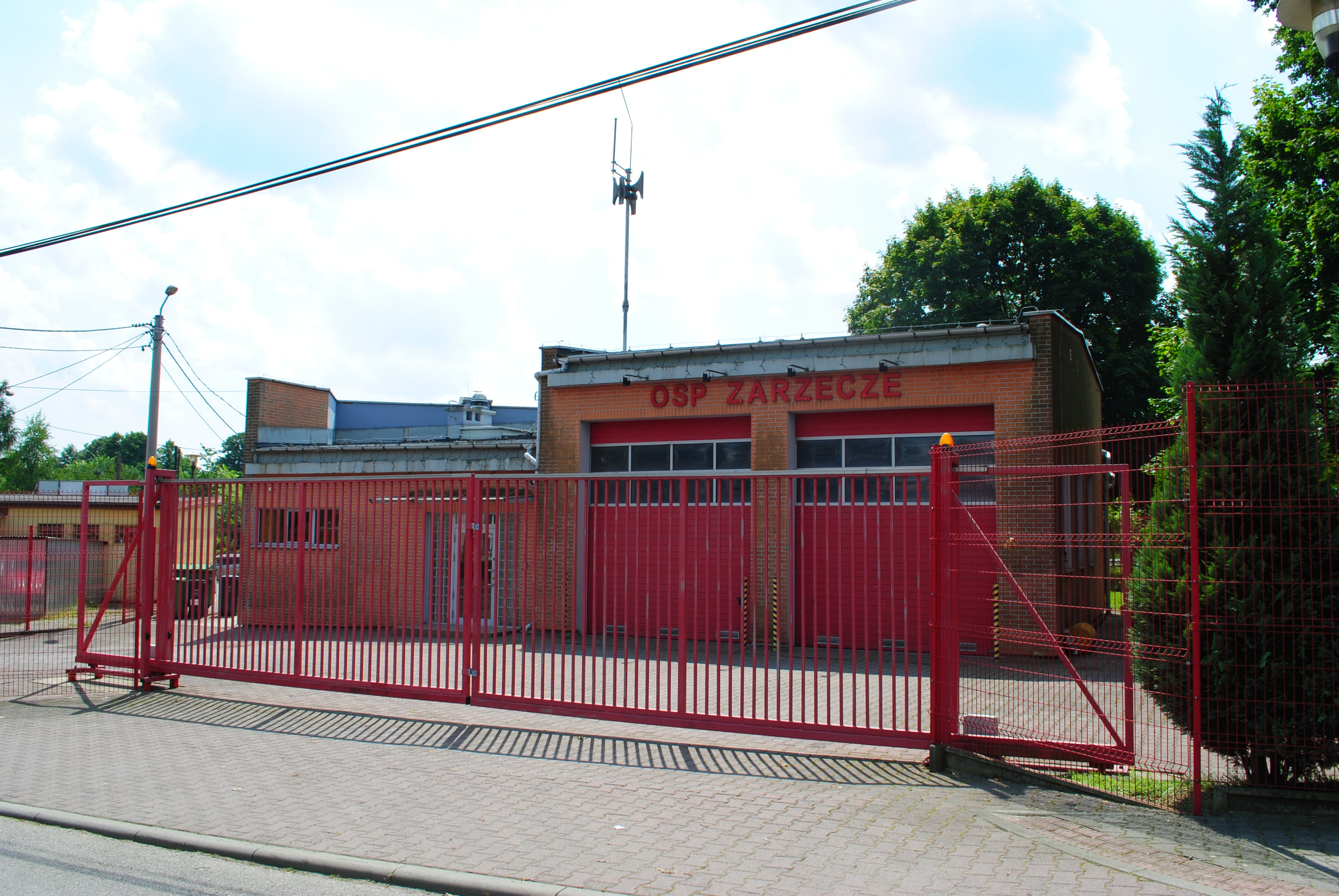
Remiza OSP Katowice-Zarzecze przy ulicy gen. St. Grota-Roweckiego 20 (widok od strony ulicy P. Stellera)

W Zarzeczu nie ma komisariatu Policji, a dzielnica ta jest w zasięgu działania położonego w sąsiednich Piotrowicach-Ochojcu przy ulicy Policyjnej 7 Komisariatu IV Policji w Katowicach. Zarzecze według współczynnika przestępczości w 2007 roku należało do jednych z bezpieczniejszych dzielnic Katowic (19. miejsce na 22 dzielnice miasta), który w tym czasie wynosił 1,61 przestępstw na 100 mieszkańców dzielnicy (średnia dla całych Katowic w tym czasie to 3,08). Wskaźnik ten był niższy niż w 2004 roku, kiedy to wynosił 2,43 przestępstw na 100 mieszkańców. W 2013 roku w Zarzeczu doszło do 40 przestępstw, co stanowiło wówczas 1,7 tego typu aktów na 100 mieszkańców dzielnicy. W 2011 roku wszyscy ankietowani mieszkańcy Zarzecza zadeklarowali, że czują się bezpiecznie w swojej dzielnicy.
W 2007 roku w Zarzeczu doszło do 2 wypadków komunikacyjnych
W Zarzeczu przy ulicy gen. St. Grota-Roweckiego 20 znajduje się remiza Ochotniczej Straży Pożarnej Katowice-Zarzecze. Ochotnicza straż pożarna w Zarzeczu została założona w 1914 roku, a jej organizacja rozpoczęła się już w 1911 roku. Dnia 6 lipca 1919 roku dokonano uroczystego poświęcenia nowych pomieszczeń OSP w Zarzeczu, a 14 lipca 1965 roku z inicjatywy Józefa Kempki, Pawła Bogackiego i Henryka Roja rozpoczęto budowę nowej remizy strażackiej dla OSP. Jej otwarcie nastąpiło 3 grudnia 1967 roku.
Do jedynych placówek opieki zdrowotnej według stanu z końca 2022 roku należy prywatna klinika kosmetologiczna Dermoteka położona przy ulicy Szarotek 56, a także dwa gabinety stomatologiczne i prywatne gabinety lekarskie. Podstawową opiekę zdrowotną zapewniają zaś placówki w sąsiednich dzielnicach oraz w Mikołowie. Dodatkowo przy ulicy gen. St. Grota-Roweckiego 63 działa przychodnia weterynaryjna.

## Kultura
Działalność kulturalna Zarzecza skupia się w Filii nr 3 „Zarzecze” Miejskiego Domu Kultury „Południe” w Katowicach. Filia ta położona jest przy ulicy P. Stellera 4, a została ona uroczyście otwarta 16 stycznia 2003 roku w miejscu zlikwidowanej Szkoły Podstawowej. Filia ta organizuje wszelkiego typu zajęcia kulturalne dla osób w różnych grupach wiekowych. W sezonie 2022/2023 odbywały się tutaj zajęcia rytmiki dla dzieci, plastyczne, rękodzielnicze, artystyczne dla dorosłych i fitness oraz nauka języka angielskiego dla dzieci.
W latach międzywojennych w Zarzeczu czynna była biblioteka Towarzystwa Czytelni Ludowych. Działał tutaj także chór „Jedność” pod przewodnictwem Stanisława Kempki, a jego dyrektorem był nauczyciel zarzeckiej szkoły Władysław Sosna.

## Religia

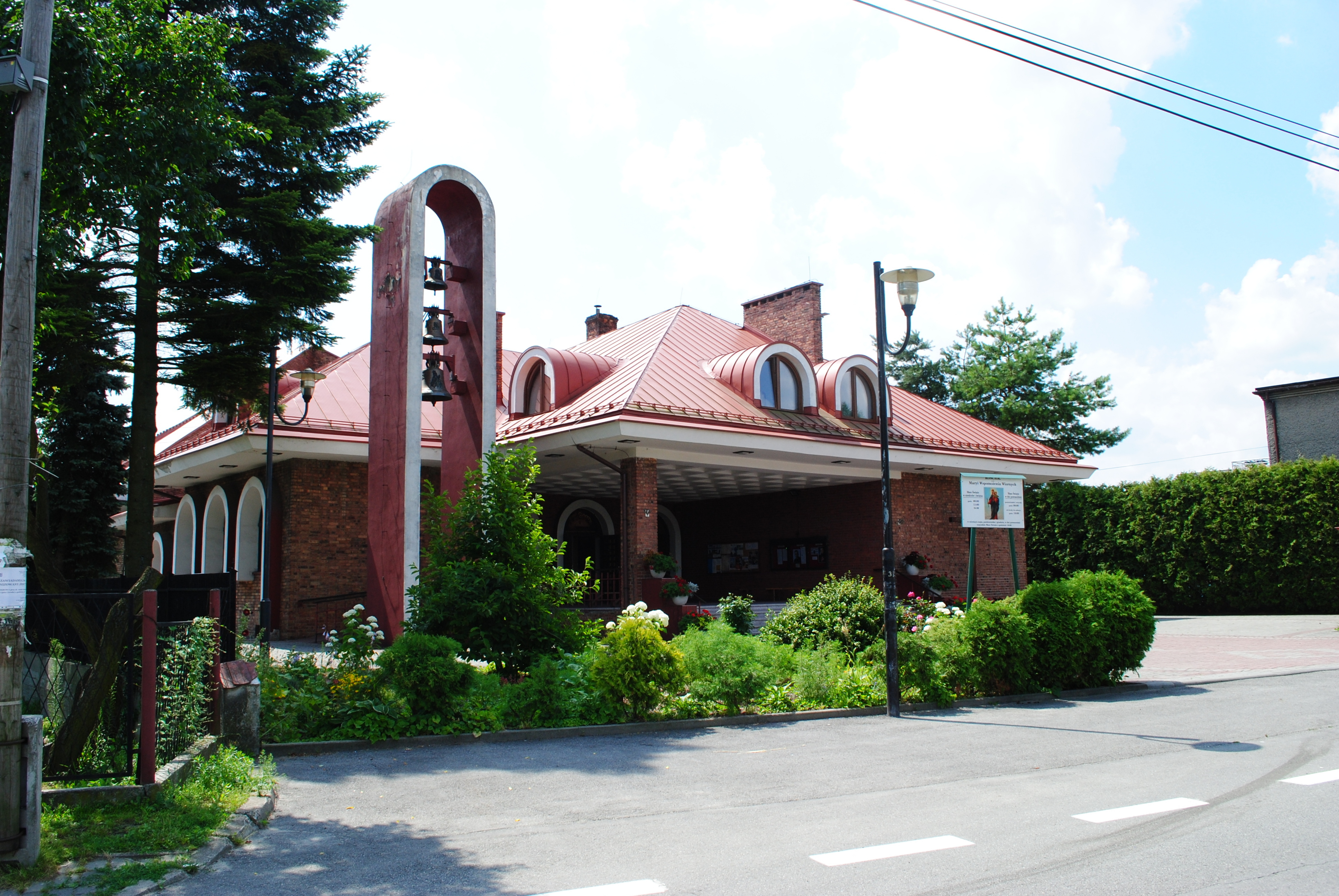
Kościół parafialny parafii Matki Bożej Wspomożenia Wiernych (widok od strony ulicy P. Stellera)

Jedyną wspólnotą religijną z siedzibą w Zarzeczu jest rzymskokatolicka parafia Matki Bożej Wspomożenia Wiernych z siedzibą przy ulicy gen. St. Grota-Roweckiego 22.
Pierwotnie rzymskokatoliccy wierni z Zarzecza przynależeli do diecezji krakowskiej, do mikołowskiej parafii będącej częścią dekanatu pszczyńskiego od połowy XIV wieku. Powstała w 1222 roku parafia św. Wojciecha w Mikołowie obejmowała wiernych m.in. z terenów Podlesia, Piotrowic, Panewnik, Ligoty i Zarzecza. 
W czasie, gdy w sąsiednim Podlesiu trwałą budowa kościoła parafialnego, część zarzeczan 23 maja 1923 roku wystosowała pismo do Administracji Apostolskiej w Katowicach z postulatem włączenia ich do nowej parafii, zaś tydzień później dostarczono pismo proszące o zostawienie Zarzecza przy mikołowskiej parafii. Pomysł budowy kaplicy w Zarzeczu pojawił się w 1938 roku, a postawił ją bez pozwolenia mieszkaniec Zarzecza Alojzy Kraczla. Nieukończoną kaplicę w czasie II wojny światowej niemieckie władze okupacyjne kazały rozebrać, a za publiczne protesty tej decyzji Alojzy Kraczla został zesłany do obozu koncentracyjnego Auschwitz, gdzie zginął.
Zezwolenie na budowę ośrodka duszpasterskiego w Zarzeczu otrzymał w 1981 roku ks. dziekan Alfons Janik z Mikołowa. Odprawianie mszy św. przy budowanym wówczas kościele rozpoczęto w listopadzie 1984 roku, a zarzecką parafię erygowano 13 stycznia 1985 roku. Gdy powstałą zarzecka parafia, byłą ona jedną z najmniejszych na terenie Katowic – liczyła wówczas 342 rodziny i 983 mieszkańców na powierzchni 5,4 km², lecz po dwóch dekadach liczba ta się podwoiła. Parafia początkowo należał do dekanatu Mikołów, a 25 marca 1986 roku włączono ją do dekanatu Katowice-Południe.
W Zarzeczu przy ulicy gen. St. Grota-Roweckiego znajduje się cmentarz rzymskokatolicki parafii Matki Bożej Wspomożenia Wiernych o powierzchni 0,49 ha. Został on ustanowiony w 1992 roku, a ukończono go trzy lata później. Projektantem nekropolii był Antoni Brożek.

## Sport i rekreacja
W 2007 roku w Zarzeczu nie działał żaden klub sportowy. Jedyne zaś boisko sportowe w dzielnicy znajduje się przy ulicy P. Stellera, za budynkiem Filii „Zarzecze” MDK „Południe” w Katowicach. Place zabaw dla dzieci w dzielnicy znajdują się m.in. przy ulicy P. Stellera i przy ulicy Szarotek.
W Zarzeczu działało zaś w przeszłości Towarzystwo Gimnastyczne „Sokół” Zarzecze. Było to gniazdo w okręgu mikołowskim Dzielnicy Śląskiej Związku Towarzystw Gimnastycznych „Sokół” w Polsce i brało udział w zlocie okręgowym 21 maja 1922 roku w Tychach. W 1936 roku sekcja lekkoatletyczna Katolickiego Stowarzyszenia Młodzieży Męskiej Zarzecze zajęła drugie miejsce drużynowo w mistrzostwach okręgu mikołowskiego Katolickiego Stowarzyszenia Młodzieży Polskiej.